# Histoire du Mexique

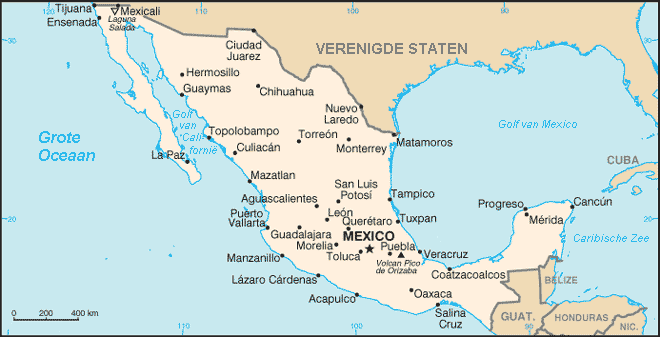
Mexique au présent.

L'histoire du Mexique, qui a commencé à l'époque mésoaméricaine, s'étend sur plus de deux millénaires, depuis les plus anciens vestiges d'écriture olmèque. L'histoire du Mexique est traditionnellement divisée en trois grandes périodes : préhispanique, coloniale et indépendante.
Dans les années 2020, le Mexique est habité par 130 millions de Mexicains, hors diasporas et migrations, en croissance assez régulière (20 en 1940, 15 en 1910, 7,5 en 1846, 4,6 en 1790, et seulement un million vers 1600), malgré guerres et évolution territoriale. La  population des Amérindiens, vers 1500, est estimée à environ 18 à 25 millions d'individus.

## Époque préhispanique

### Préhistoire

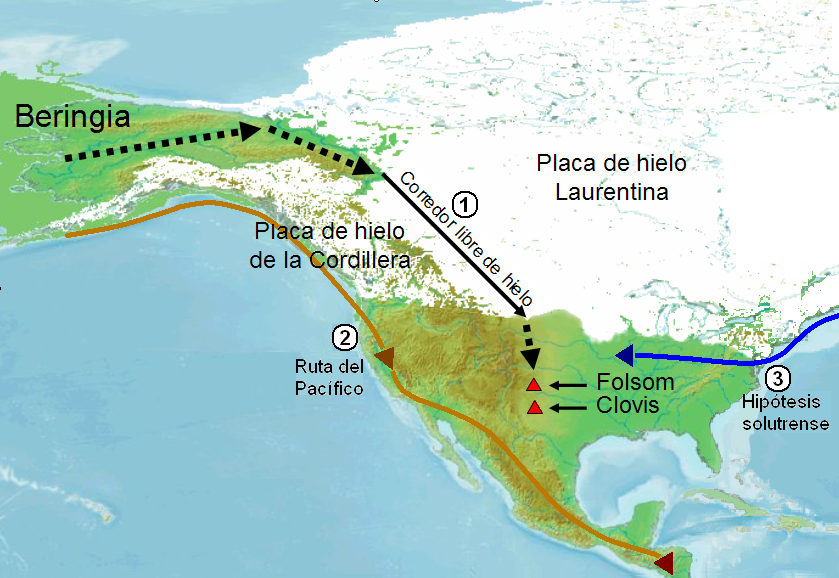
Premier peuplement (hypothèse).

Les premiers groupes humains arrivés en Amérique sont venus d'Asie du Nord-Est, en traversant la Béringie, à l'époque exondée, pour s'établir en Alaska. La présence humaine au sud de l'inlandsis laurentidien daterait d'environ 16 000 ans, selon les analyses paléogénétiques des fossiles humains les plus anciens connus à ce jour sur le continent américain, et d'au moins 40 000 ans selon la datation des sites archéologiques les plus anciens du continent.
Vers le milieu du IIIe millénaire av. J.-C., la plus grande partie du Mexique actuel correspond à une aire culturelle appelée Mésoamérique, qui se prolonge vers le sud. Au nord du Mexique, d'autres aires culturelles s'étendent vers le nord : l'Oasisamérique et l'Aridamérique.

Sacrum de Tequixquiac (14000-7000)

### Mexique précolombien
À partir de notre ère, plusieurs cultures et civilisations se sont succédé ou côtoyées en Mésoamérique : Olmèques, Mayas, Zapotèques, Mixtèques, Toltèques, Tarasques et Aztèques, entre autres. Lors du siècle précédant l'arrivée des Espagnols, l'Empire aztèque était en pleine expansion dans le centre du Mexique. Son unique concurrent important était le royaume tarasque.
Le nom actuel du Mexique, « México » en espagnol, vient du nom de sa capitale, Mexico, alors capitale de l'Empire aztèque à l'époque postclassique, et dont le nom remonte lui-même au moins à la fondation de la ville vers le début du XIVe siècle ou la fin du XIIIe siècle.
À l'origine, il signifie probablement « (la ville qui est) au milieu (du lac) de la lune ».
- Mexico-Tenochtitlan

Mésoamérique, Aridamérique, Oasisamérique.
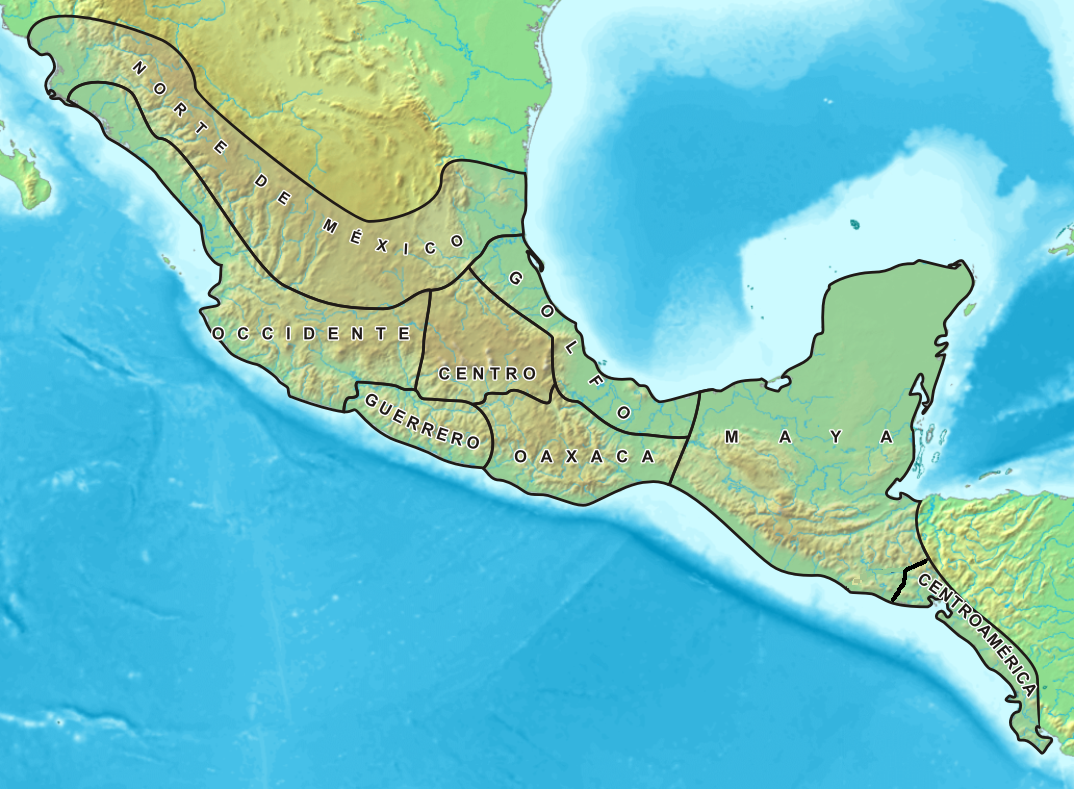
Carte des différentes aires culturelles de Mésoamérique.
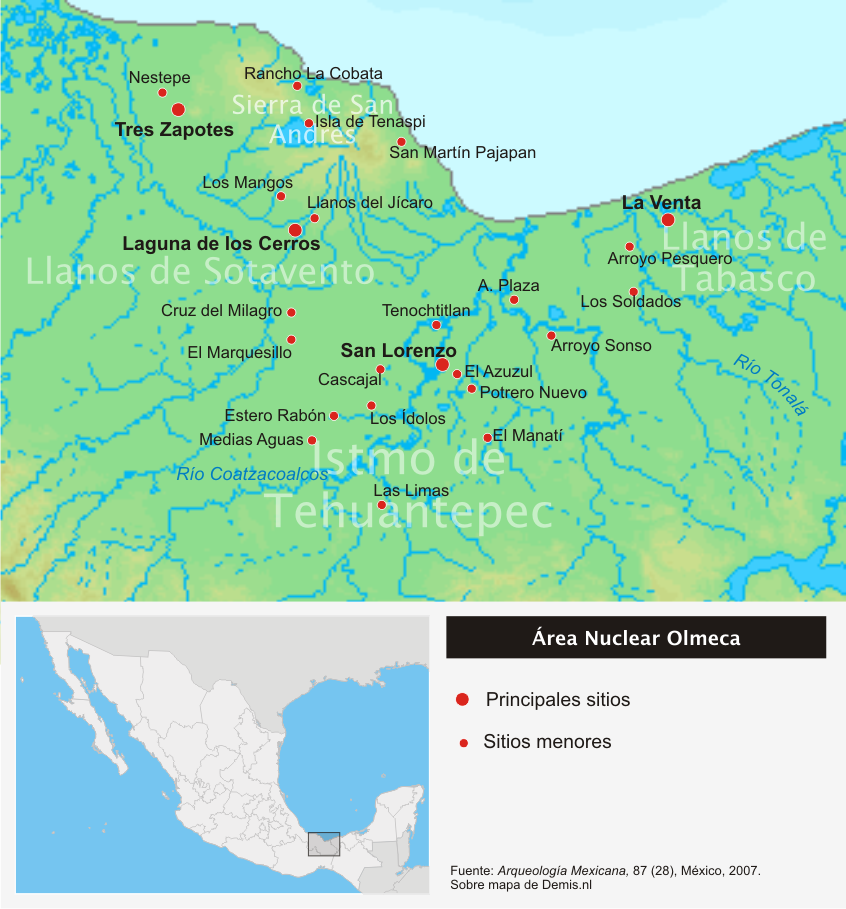
Monde olmèque.
Monde aztèque, en 1519.
Monde maya, en 1519.

#### Aperçu artistique mexicain précolombien

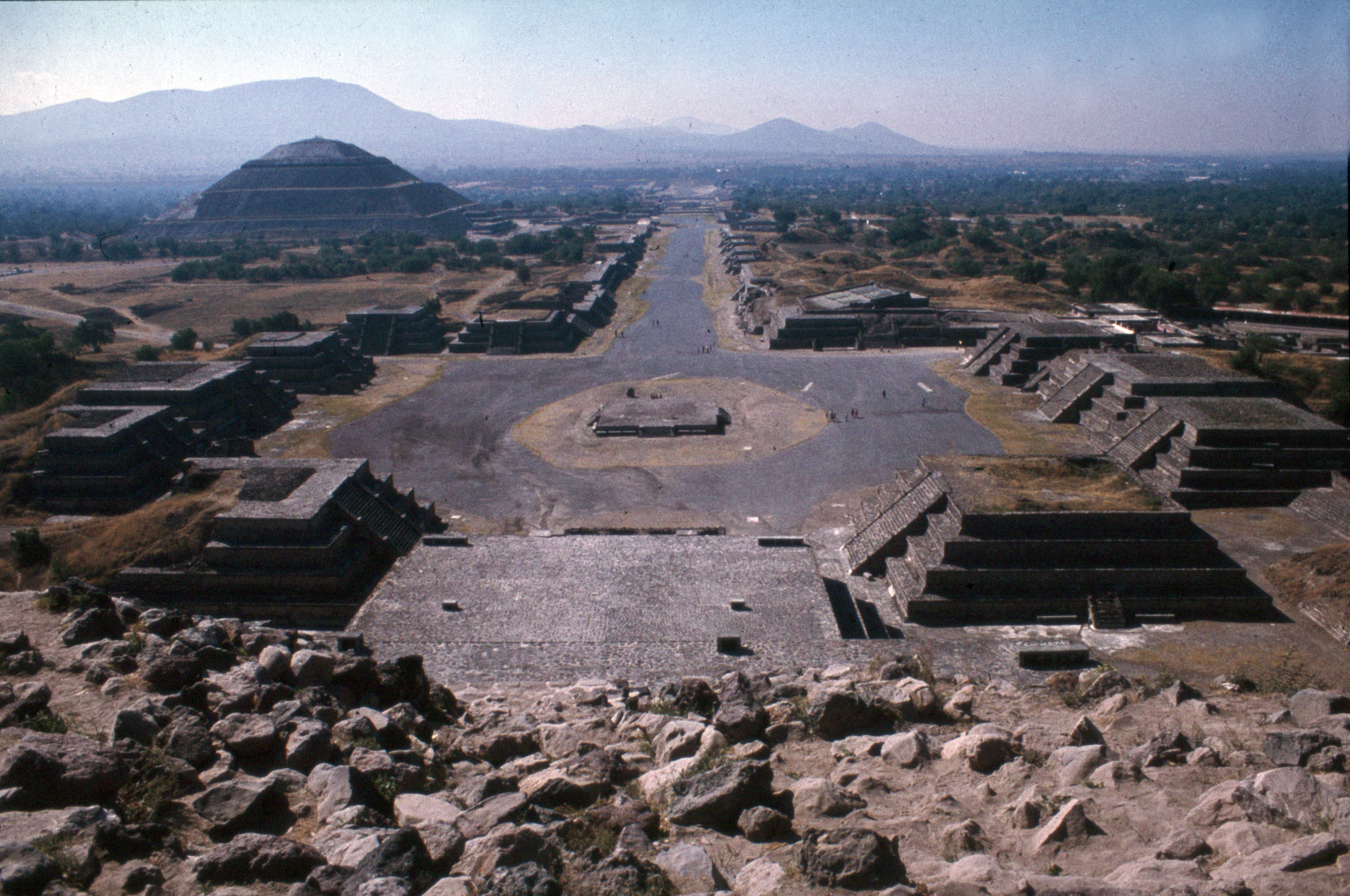
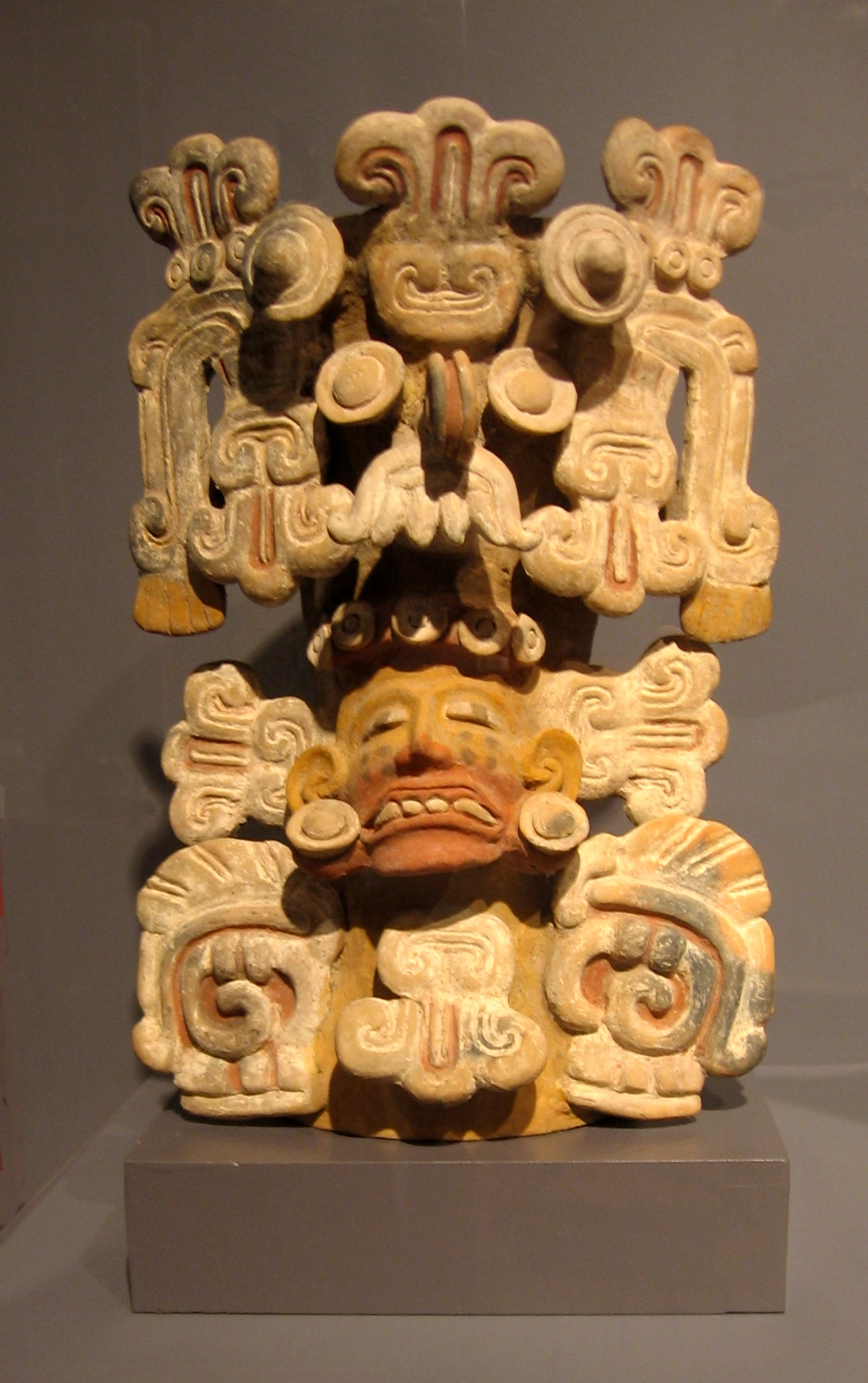
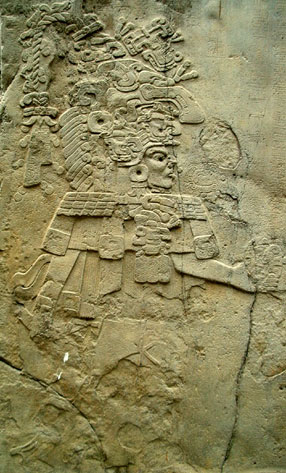
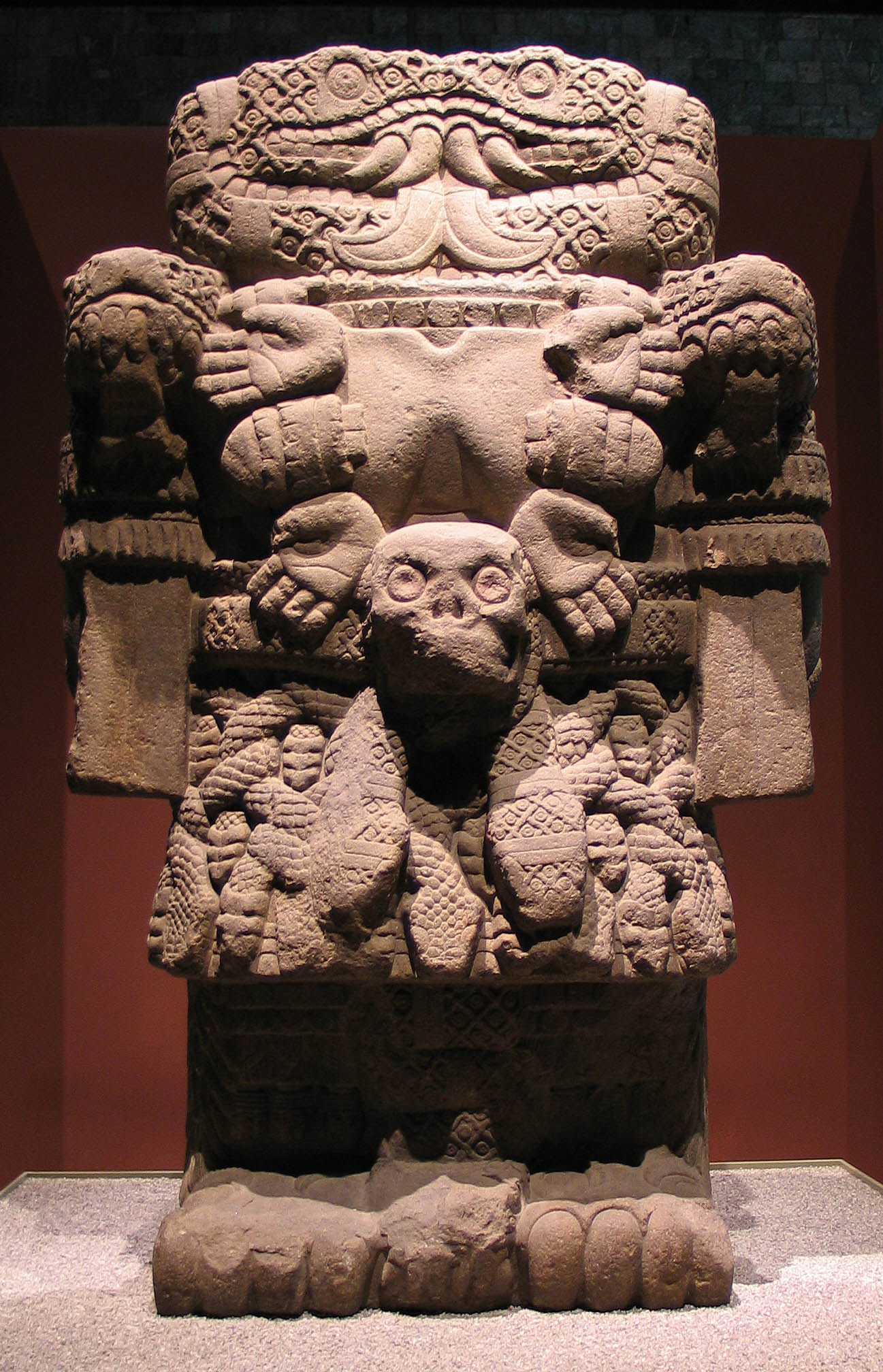
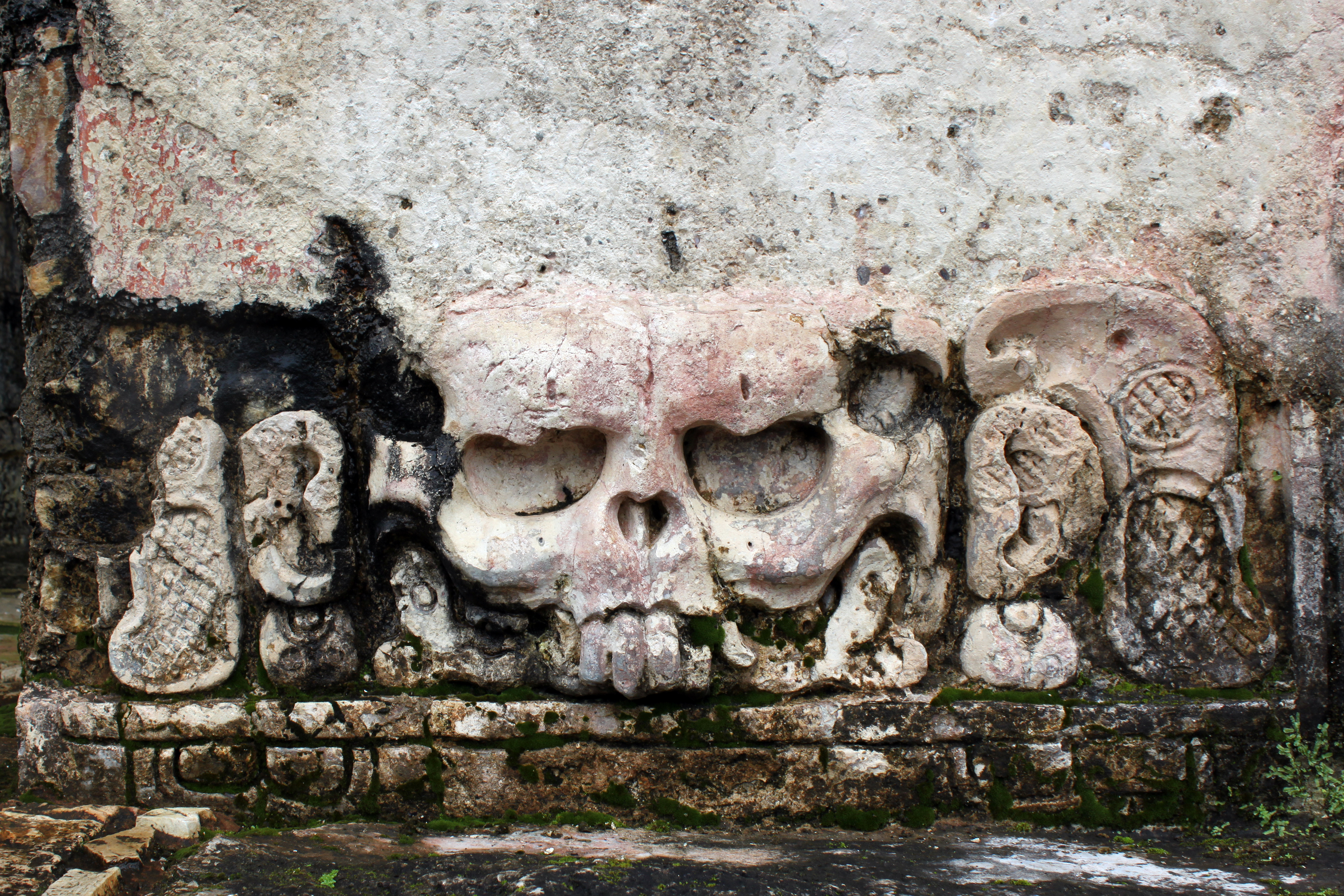
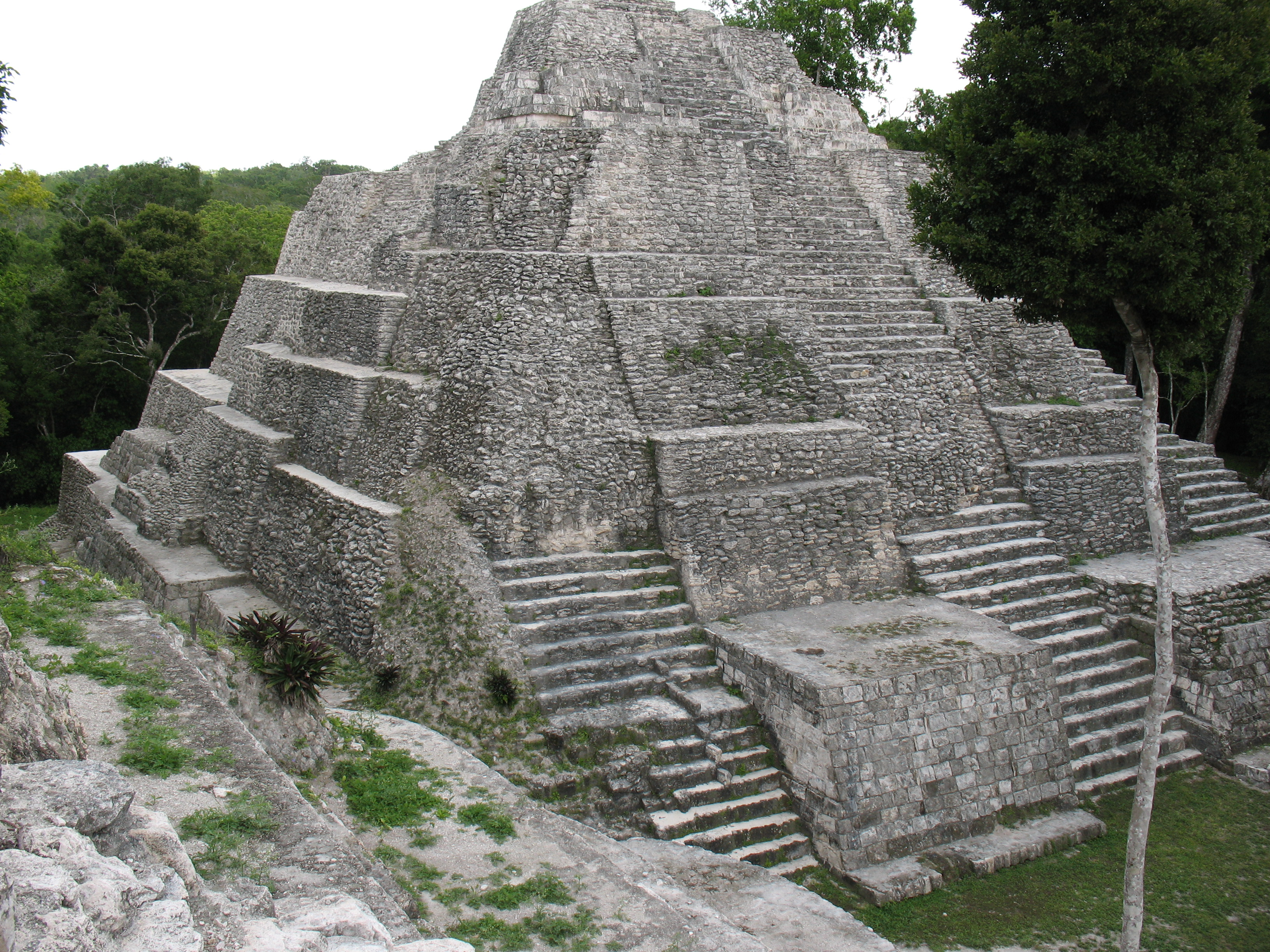
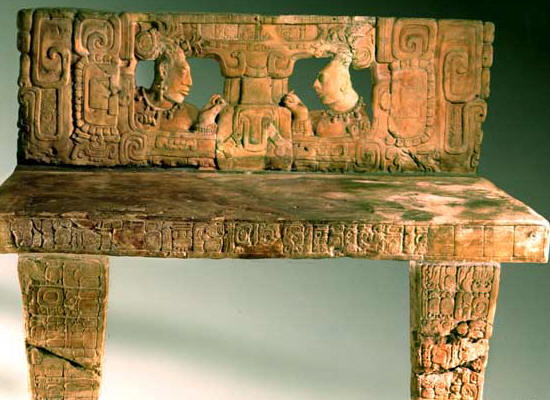
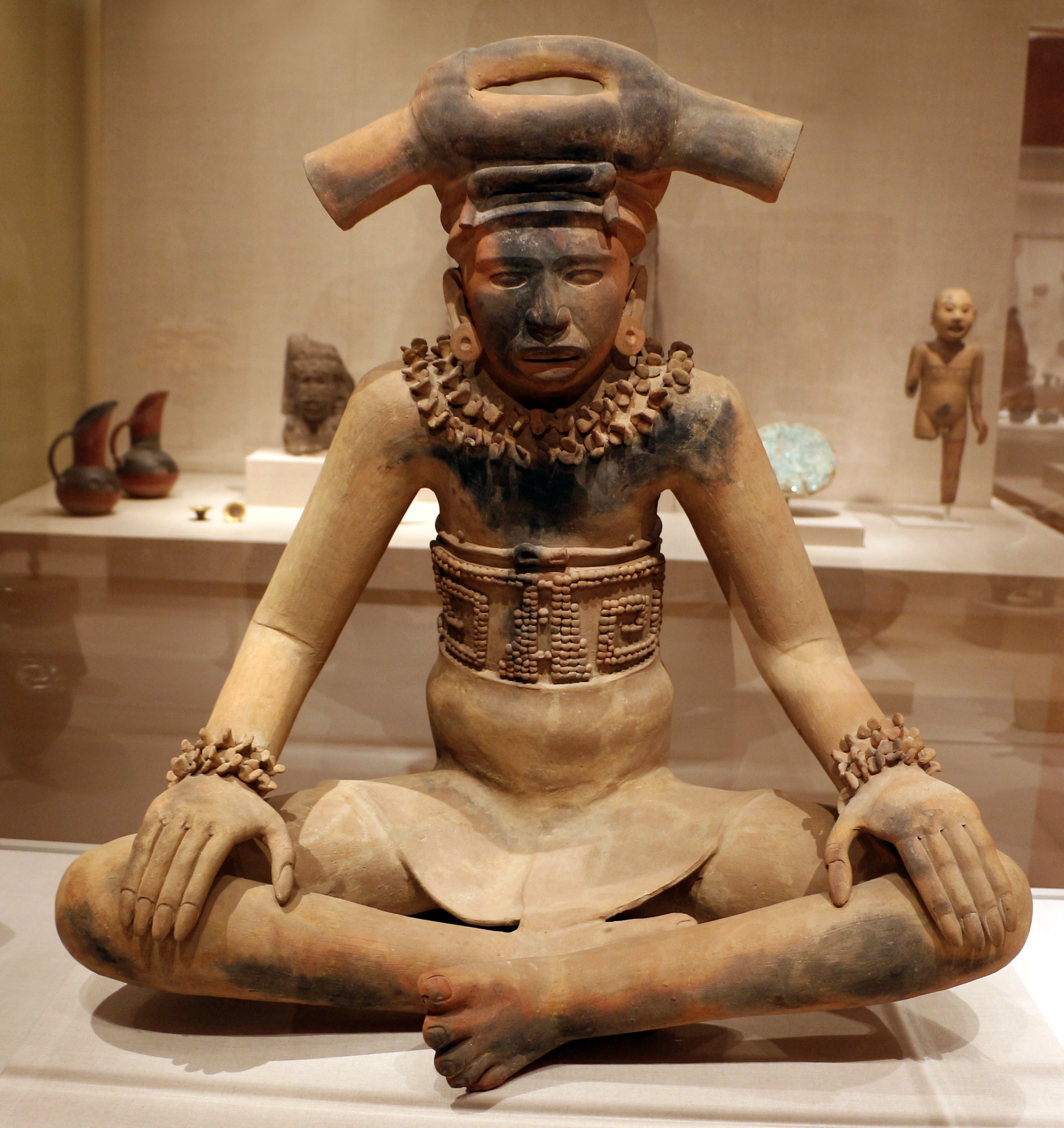
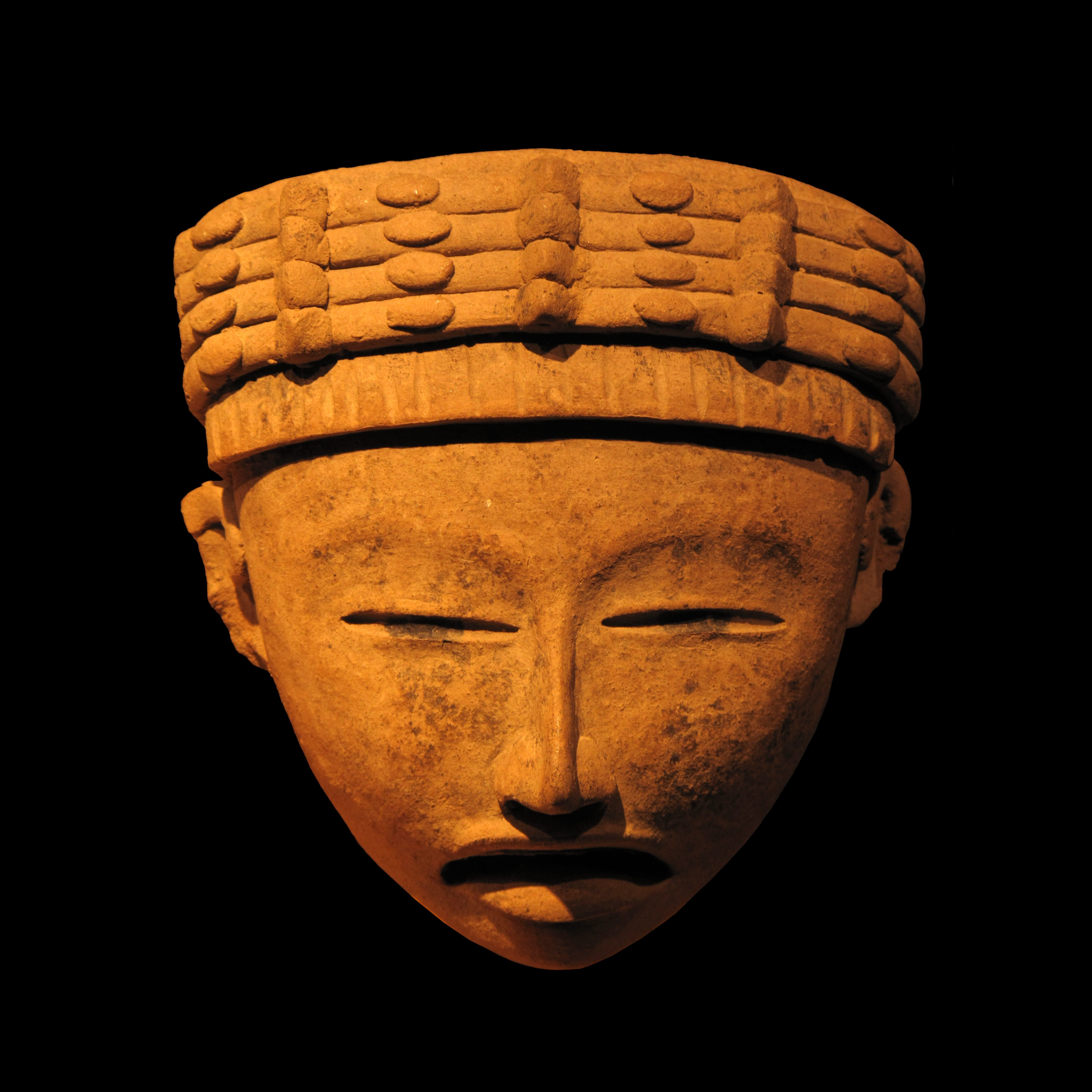
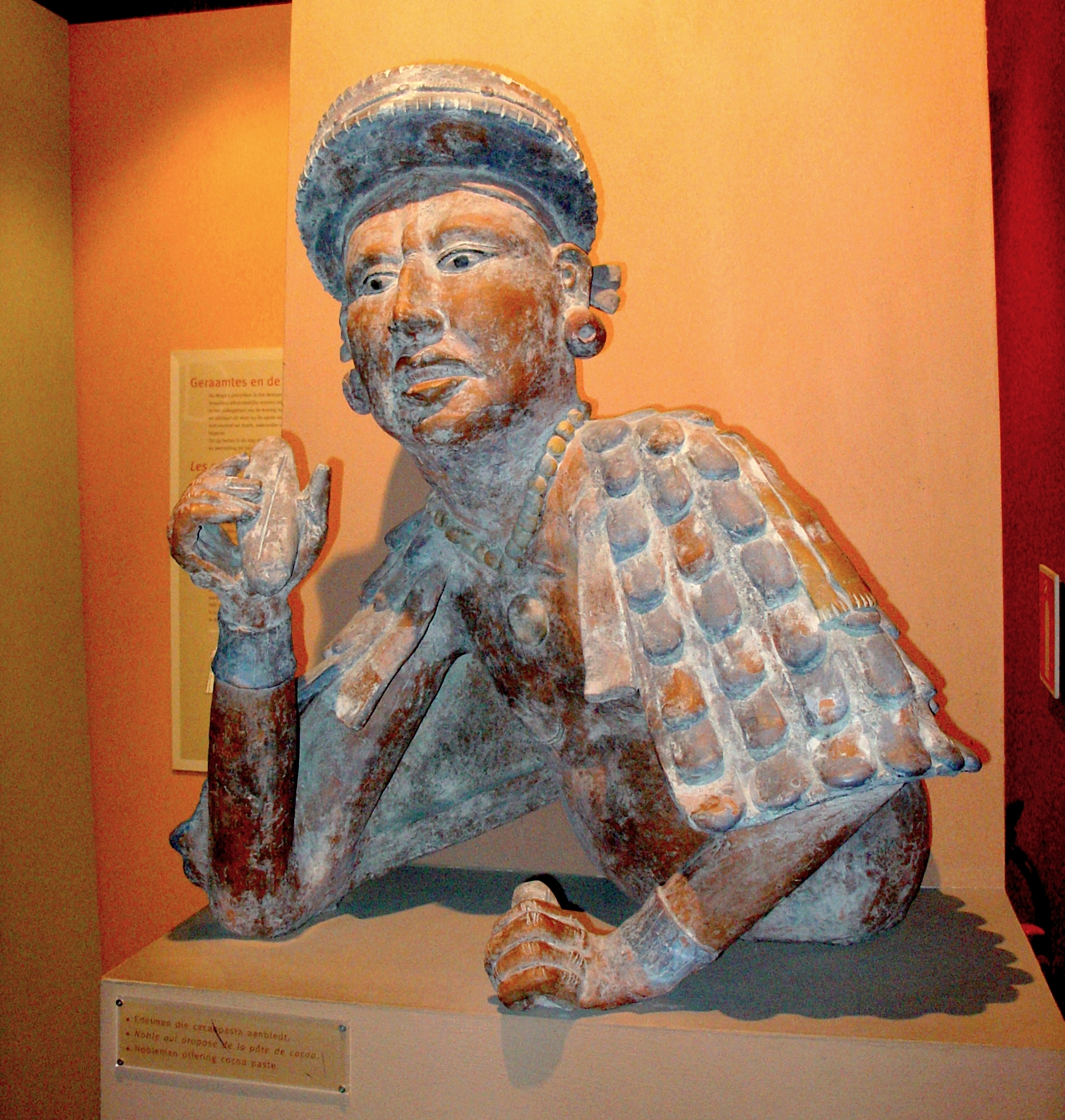
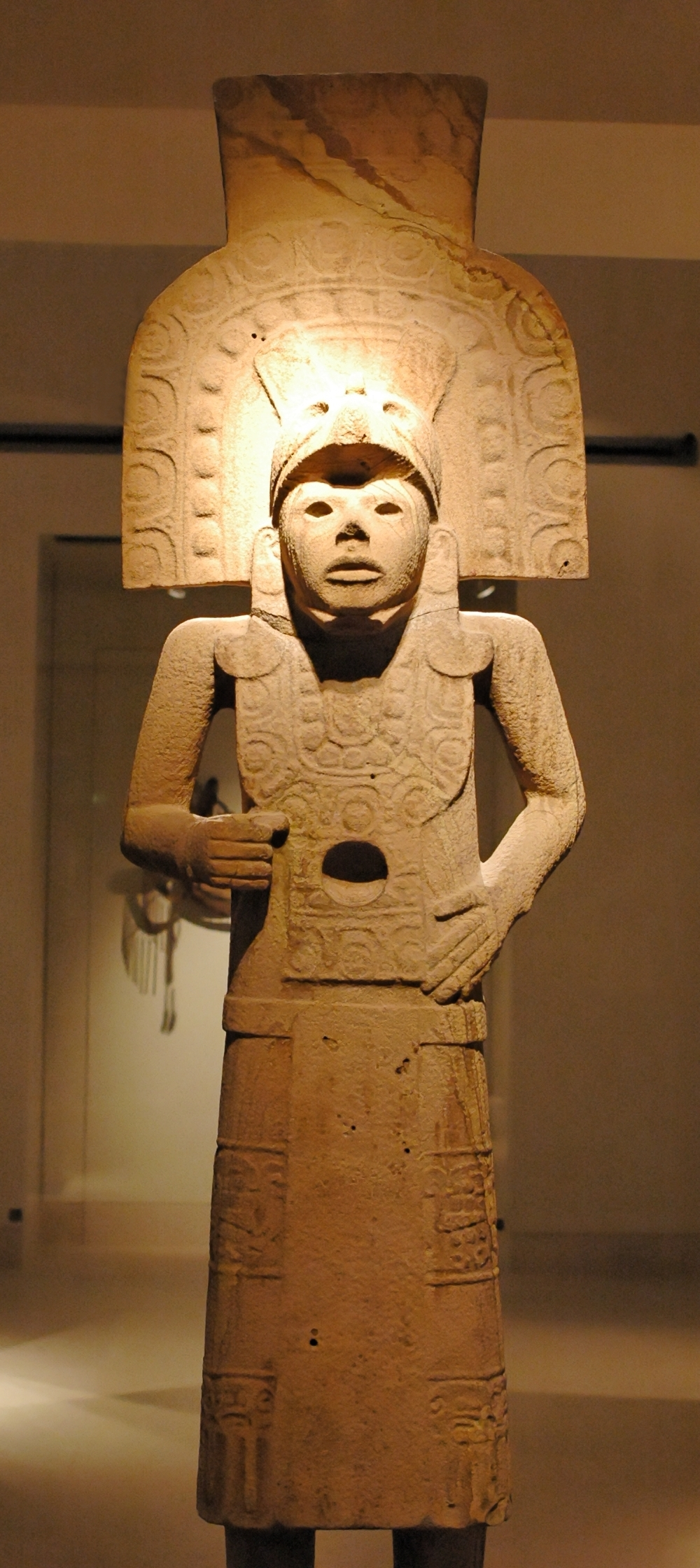
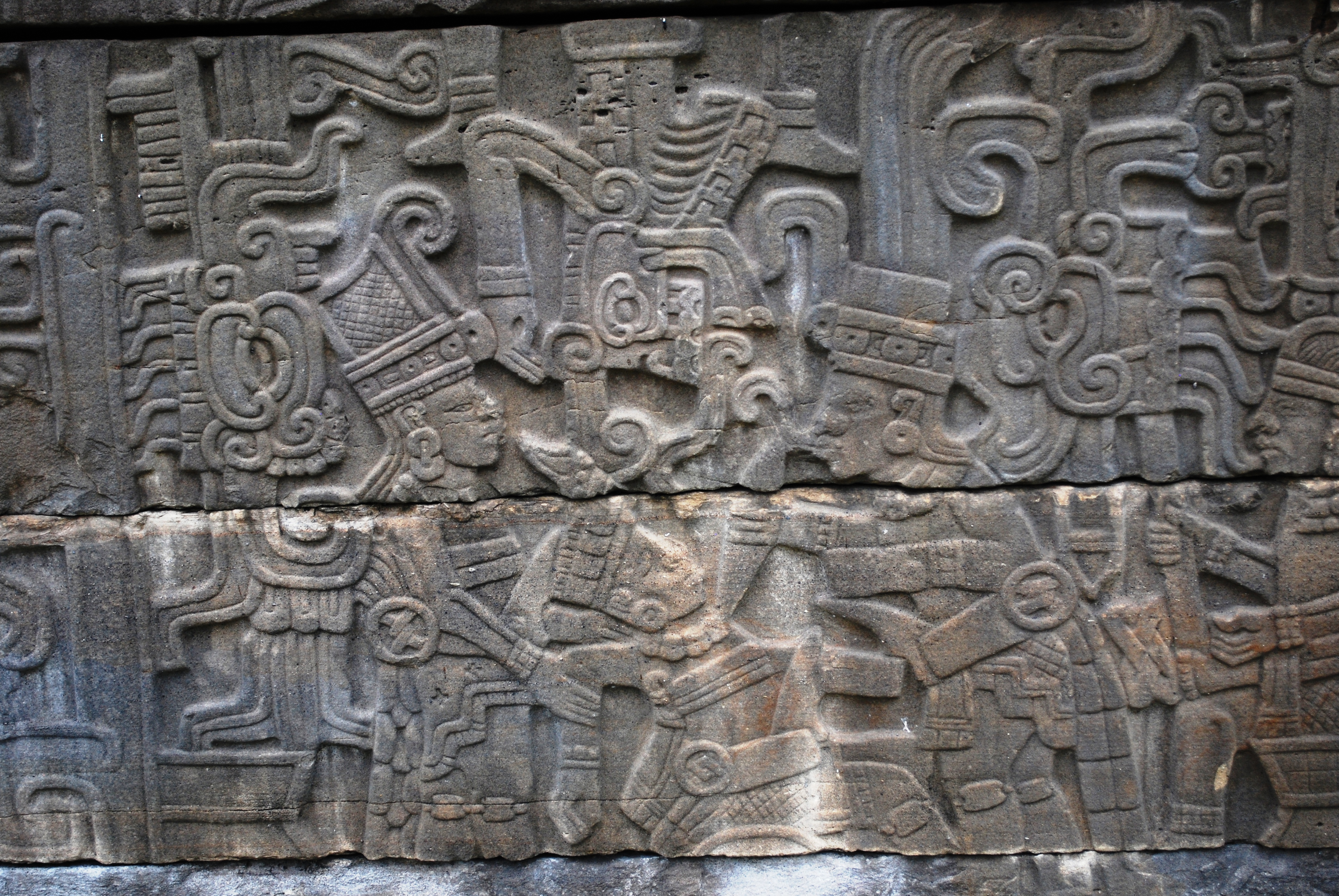
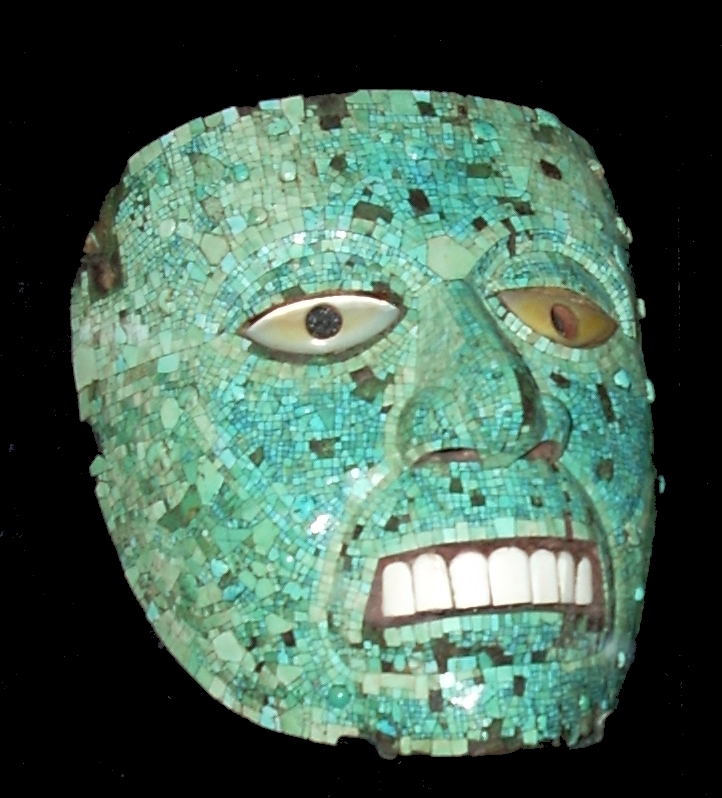
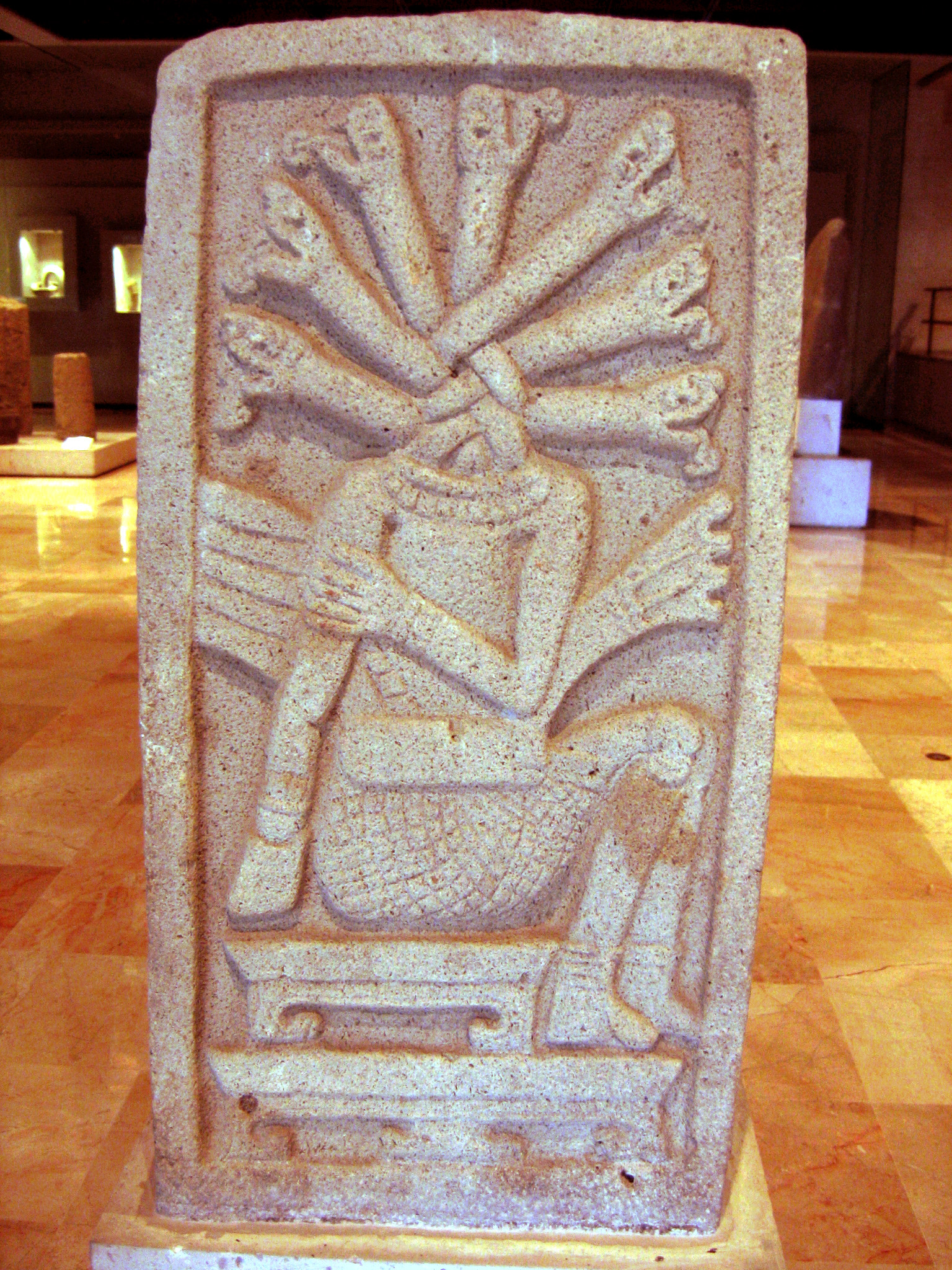
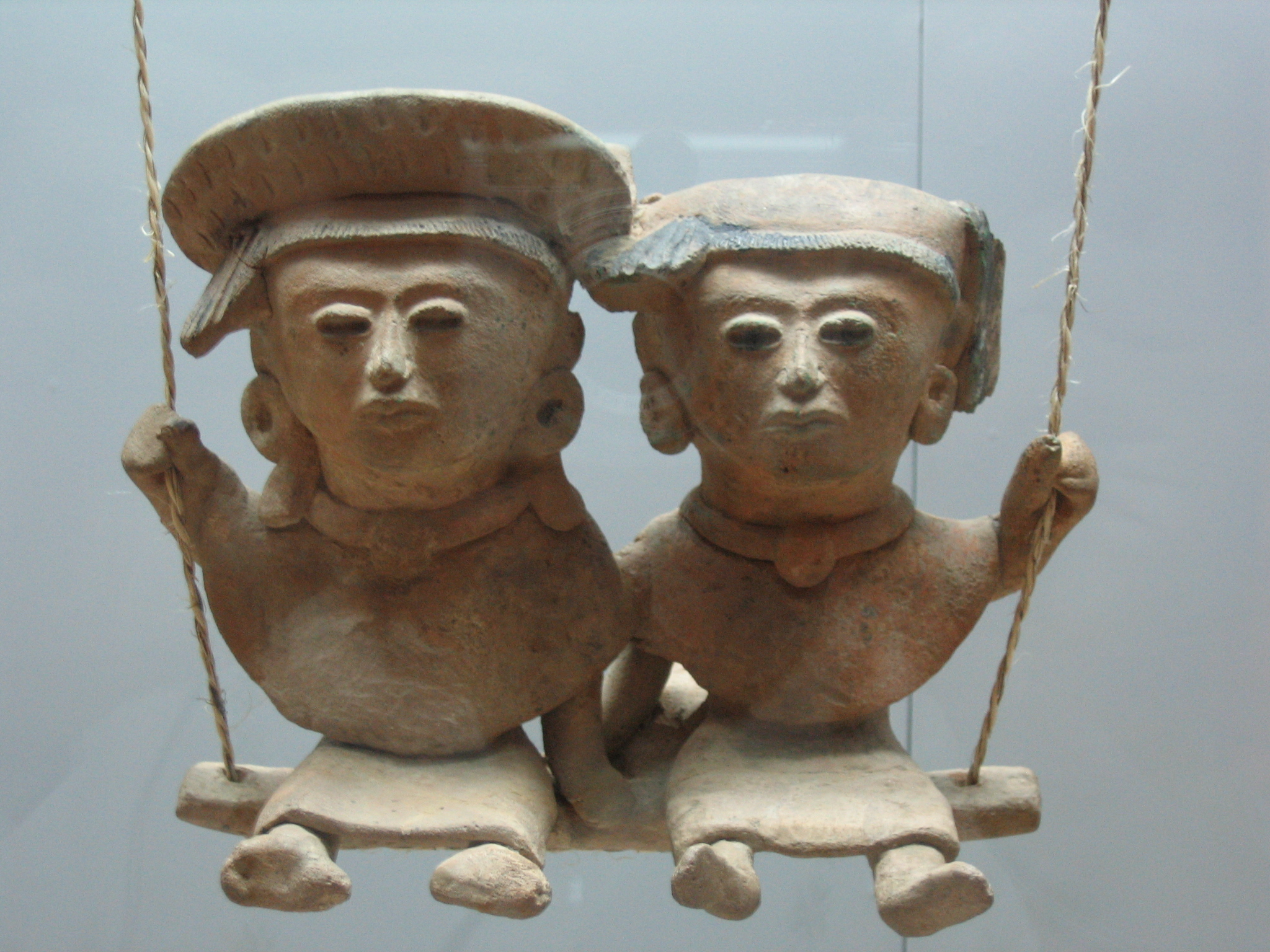
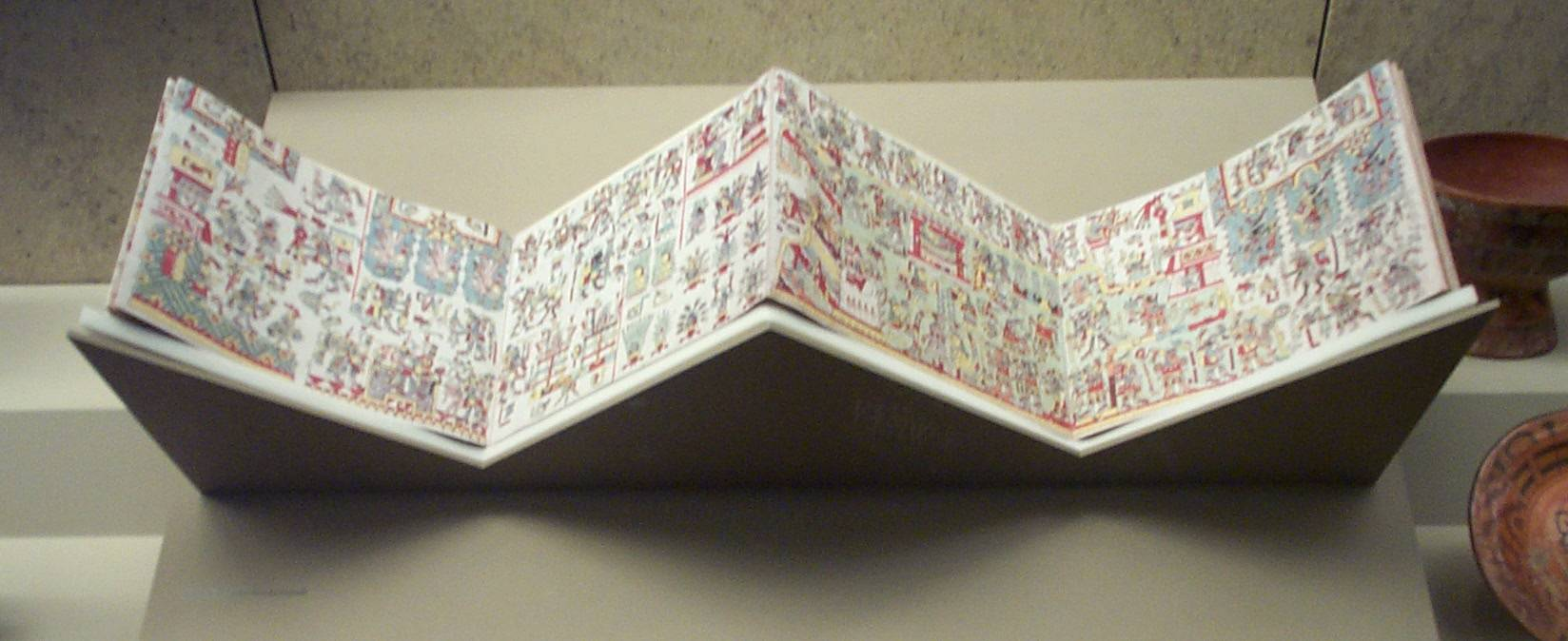
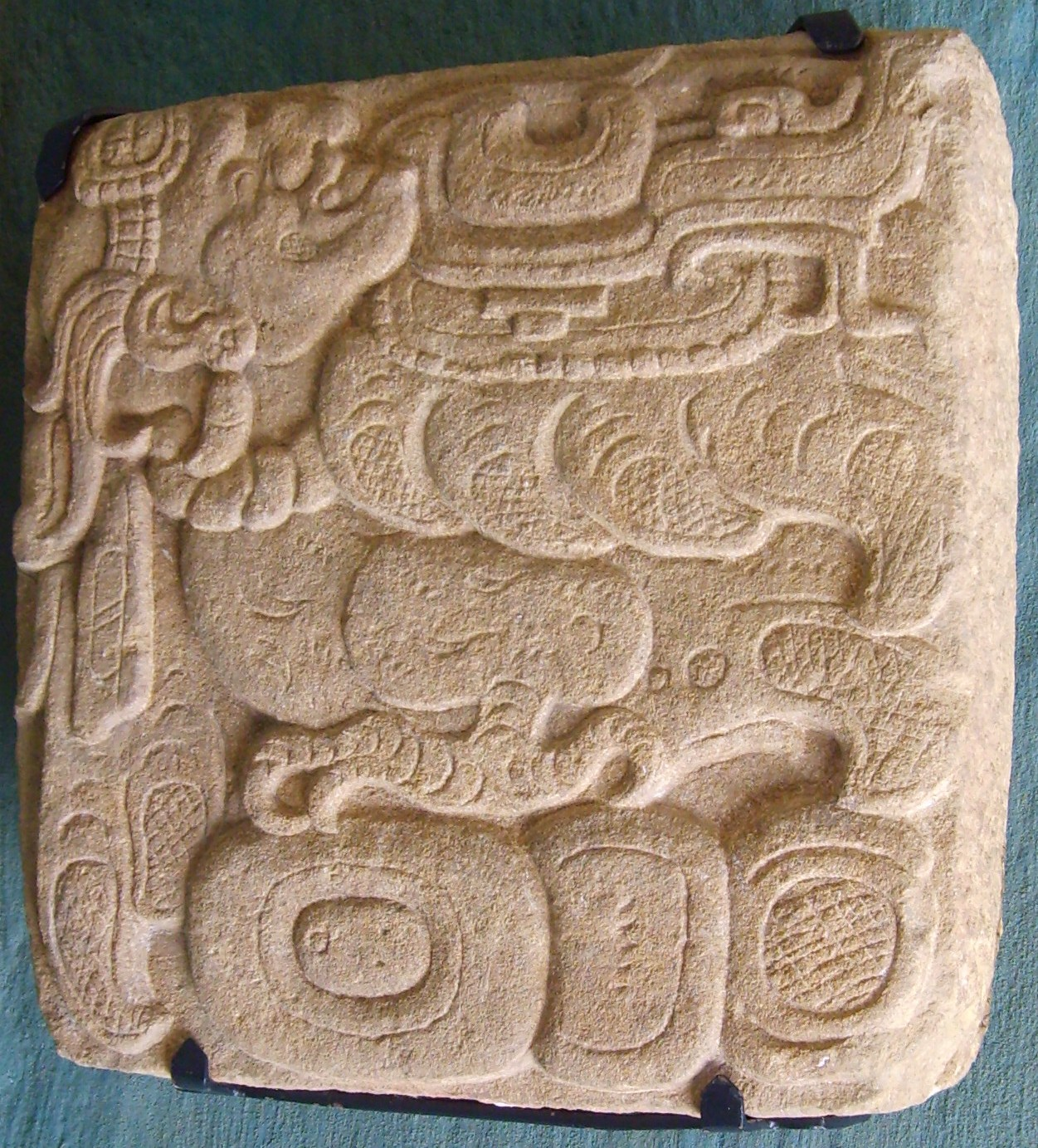
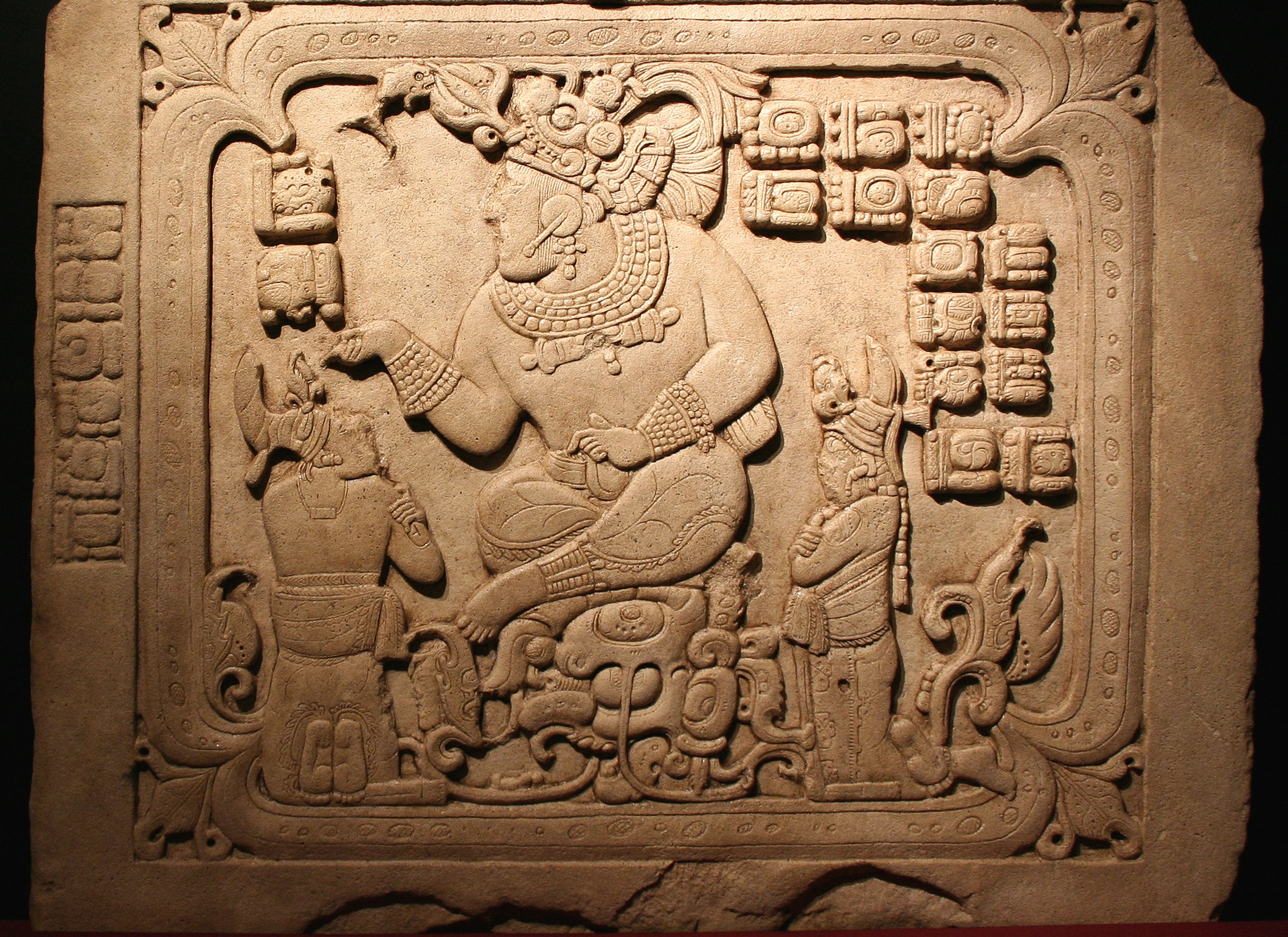
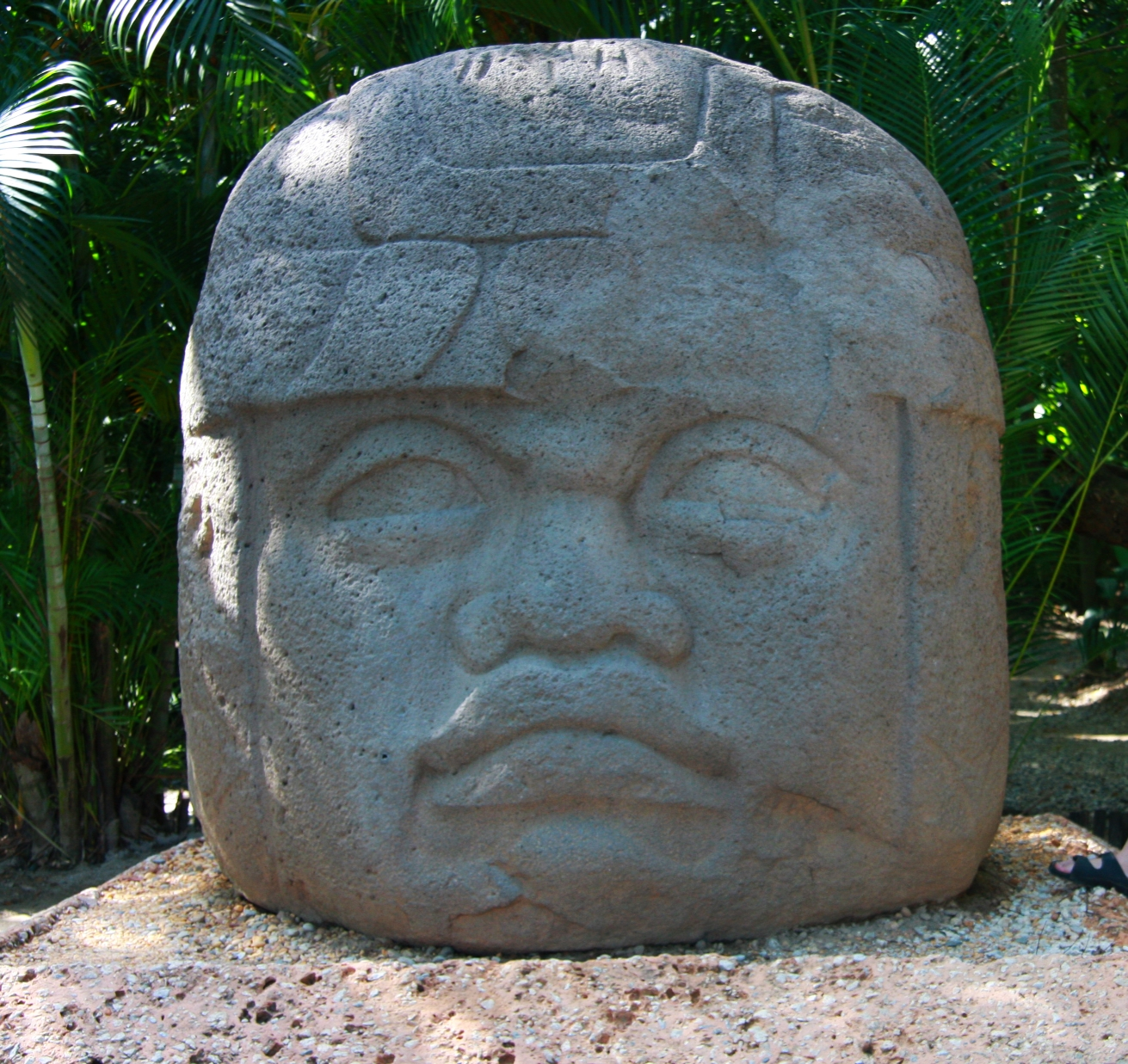
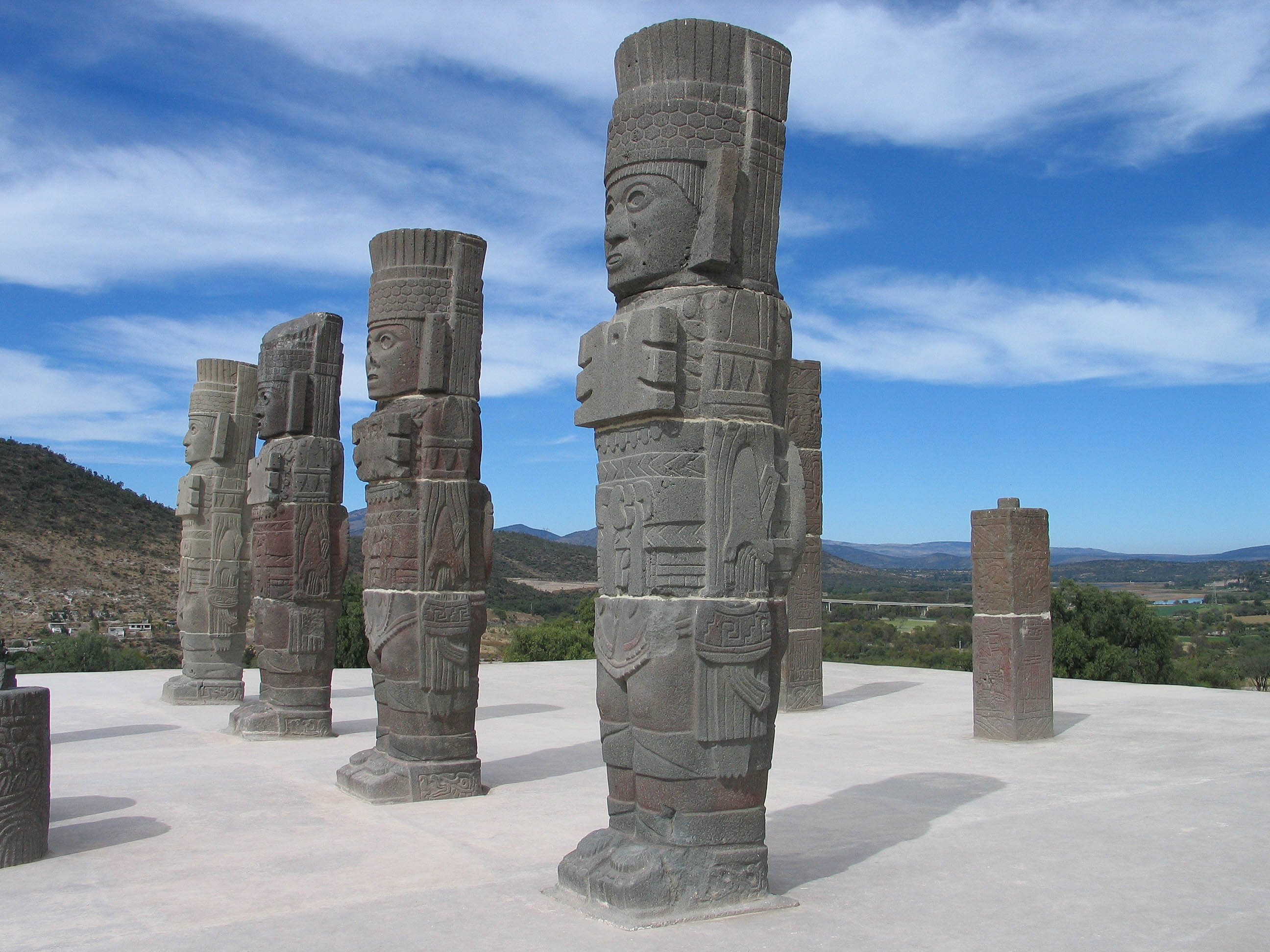

## Conquête espagnole (1519-1590 c)
- Colonisation espagnole de l'Amérique, Empire espagnol (1492-1975), colonisation espagnole de la terre ferme d'Amérique, Tierra Firme (1498–1514, 1539–1543)
- Chute de l'Empire aztèque (1519-1521), conquête espagnole du Yucatan (1523-1547), Floride espagnole (1513–1763, 1783–1818)

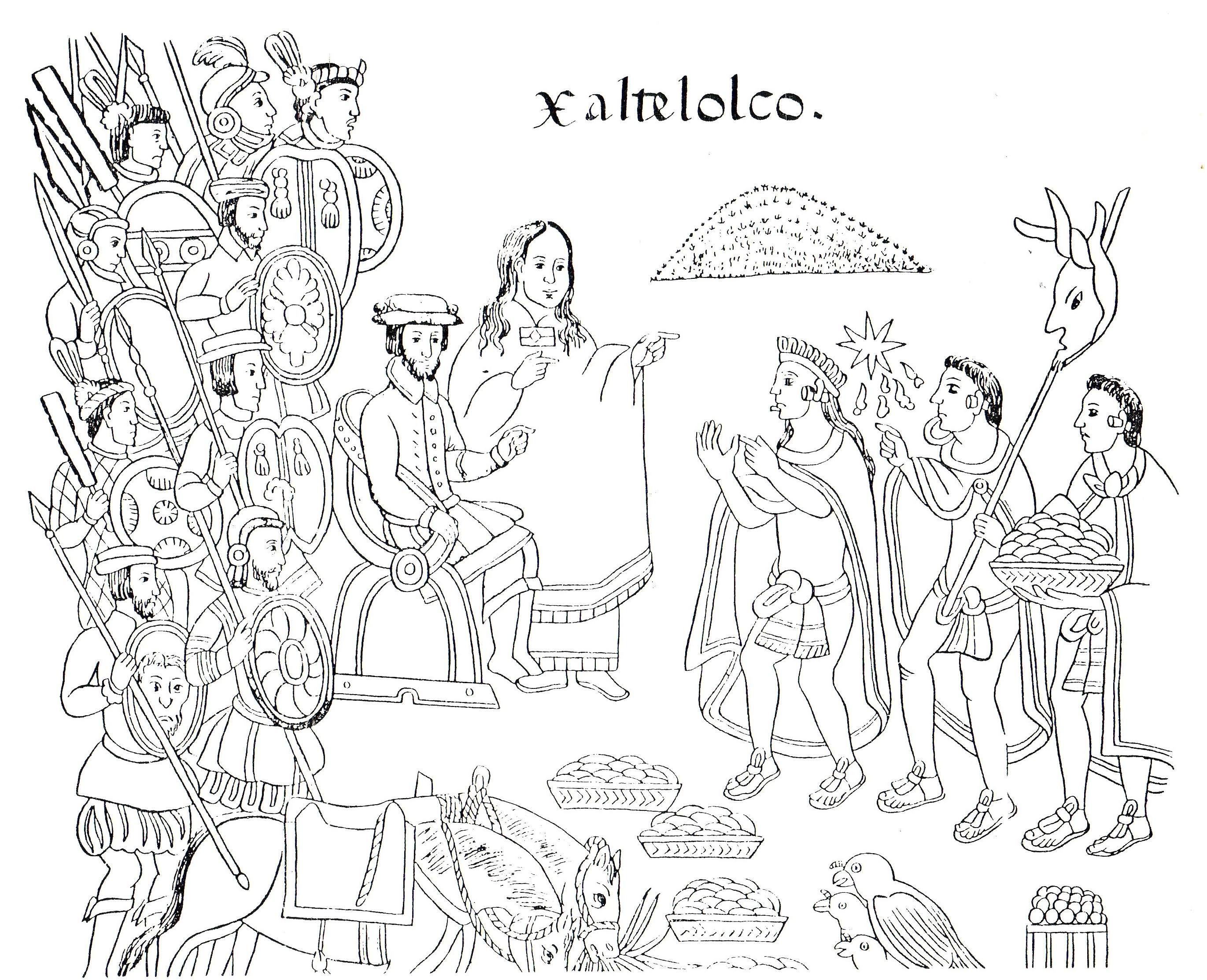
Hernán Cortés et La Malinche.

Francisco Hernández de Córdoba et Juan de Grijalva explorent les côtes méridionales du Mexique, respectivement en 1517 et 1518.
Le conquistador Hernán Cortés (1485-1547)envahit le pays sous bannière espagnole en 1519, après avoir débarqué à proximité de l'actuelle Veracruz.
Il baptise l'emplacement de cette ville le long de la côte Villa Rica de la Vera Cruz.
À cette époque, les Aztèques sont le groupe dominant dans la région.
Ils prennent d'abord les conquistadors espagnols, conformément aux anciennes légendes toltèques, pour des envoyés des dieux.
Pour cette raison, les Aztèques n'opposent initialement que peu de résistance à l'avancée des conquistadors, mais plus tard, ils entrent en opposition lorsqu'ils se rendent compte que ce ne sont pas les messagers divins d'abord admirés.
Après plusieurs batailles, au cours desquelles les armées espagnoles furent plusieurs fois proches de la défaite (notamment lors de la Noche Triste du 30 juin 1520), la capitale aztèque de Tenochtitlan fut attaquée par une alliance entre les Espagnols et les Tlaxcaltèques (les principaux ennemis des Aztèques), qui entamèrent le siège. Les Aztèques furent défaits en 1521 et leur capitale rasée.
Il a été démontré qu'au cours du XVIe siècle, que les guerres, les famines et les épidémies ont entraîné un déclin démographique, potentiellement aussi élevé que 90 % de la population. Des 10 à 20 millions d'autochtones vivant au Mexique à l'époque du contact avec les Européens, seulement 2 millions de personnes survivent à la fin du XVIe siècle. Les maladies infectieuses, telles que la variole, la rougeole, les oreillons, la grippe, le typhus, la fièvre typhoïde et la fièvre entérique, la rubéole, la coqueluche, la diphtérie grave, la dysenterie endémique, les fièvres tertiaires (paludisme) et la syphilis sont considérées comme ayant provoqué des épidémies à grande échelle en Méso-Amérique coloniale, contribuant de manière significative au déclin de la population.
Les Espagnols étendent rapidement leur domination au-delà des frontières de l'empire aztèque.
Les Tarasques, effrayés par le sort des Aztèques, se soumettent sans combattre.
En 1530, les Espagnols exécutent leur dernier souverain.
Dans certaines régions, la conquête est fragile.
Les habitants du Jalisco se révoltent en 1541, mettant les Espagnols en difficulté.
Le conquistador Pedro de Alvarado perd la vie au cours de ce soulèvement généralement connu sous le nom Guerre de du Mixton (en).
Il faut l'intervention du vice-roi de Nouvelle-Espagne, Antonio de Mendoza, pour venir à bout de la révolte.
Plus au nord s'étend le territoire de populations nomades, connues des habitants de la Mésoamérique sous le nom de Chichimèques. Cette appellation recouvre plusieurs groupes : Guachichiles (en), Zacatecos (en), Caxcanes (en) ou Pames.
De tout temps, ils représentent une menace pour les sédentaires du sud et se révèlent beaucoup plus coriaces pour les Espagnols que les Aztèques.
En 1546, la découverte de mines d'argent à l'emplacement de la future ville de Zacatecas ravive l'intérêt des Espagnols pour les régions du nord.
En 1561, les Chichimèques s'unissent contre eux.
Leurs raids contre les établissements miniers espagnols entretiennent alors l'insécurité dans les vastes étendues du nord.
Les Espagnols s'efforcent de les sédentariser en leur envoyant des missionnaires, mais aussi en fixant parmi eux des colonies de Tlaxcaltèques, venus du centre du Mexique (1590).
C'est la guerre Chichimèque (en) (1550-1590).

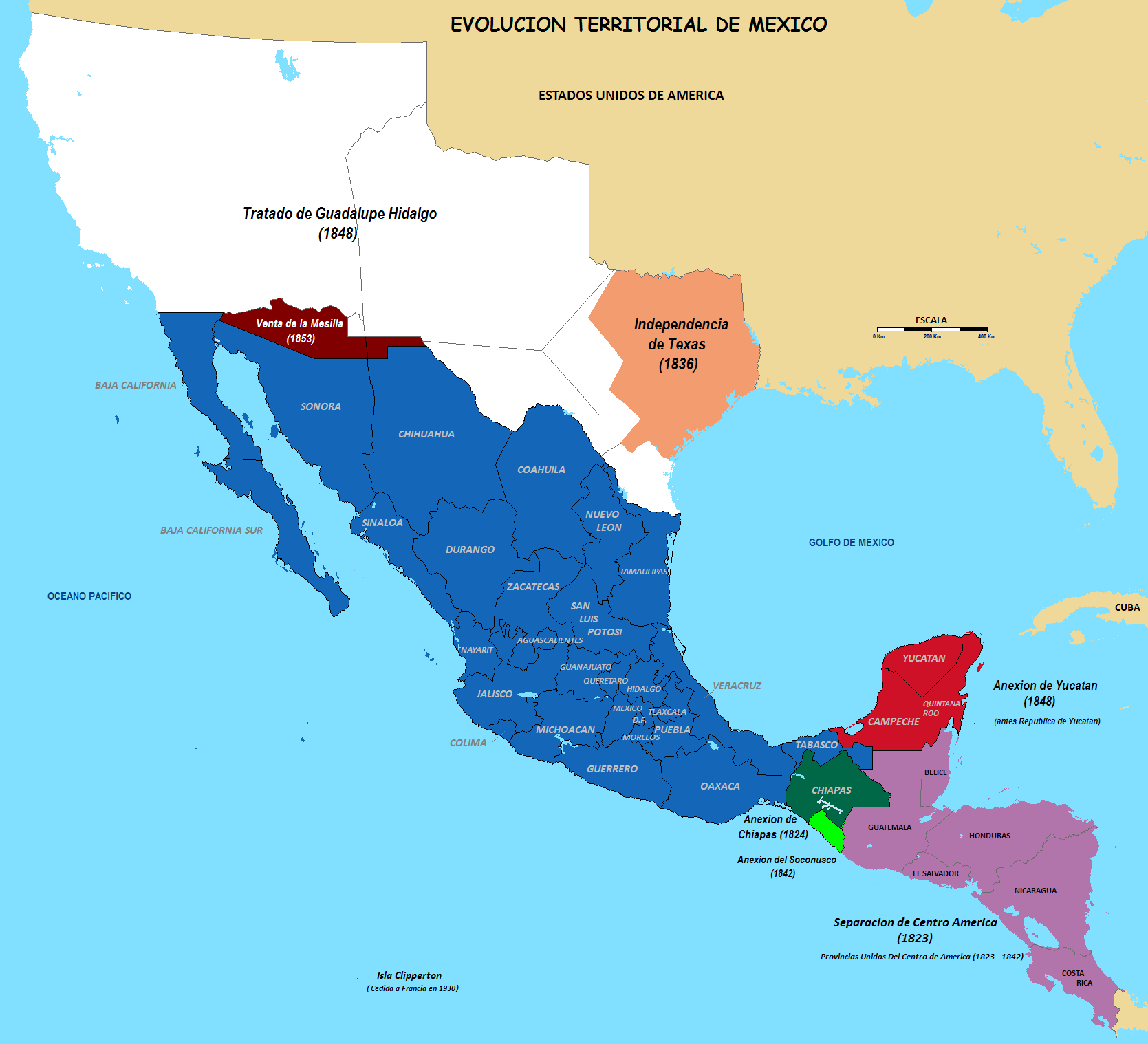
Évolution territoriale du Mexique.
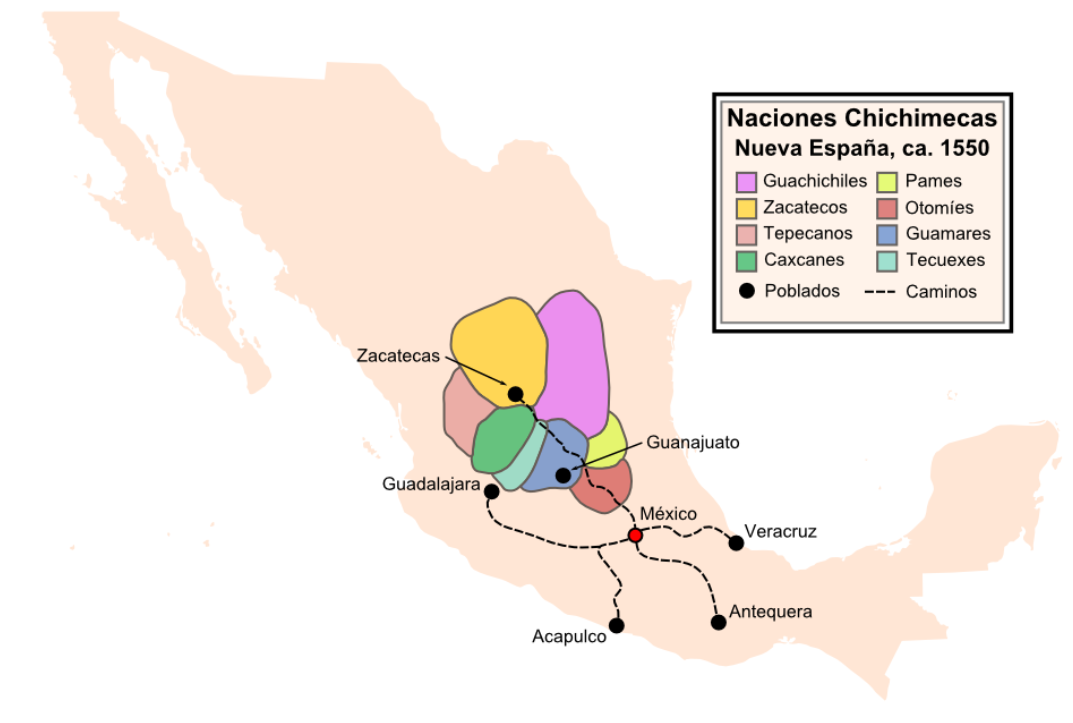
Nations chichimèques vers 1500.
Régions d'extension des cultures Anasazis, Hohokam et Mogollon.
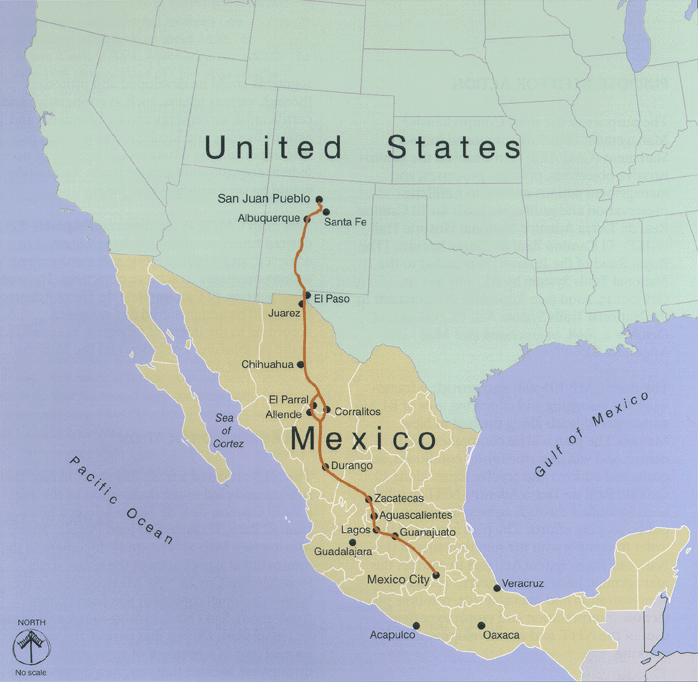
Camino Real de Tierra Adentro.

## Époque coloniale espagnole (1521c-1821)

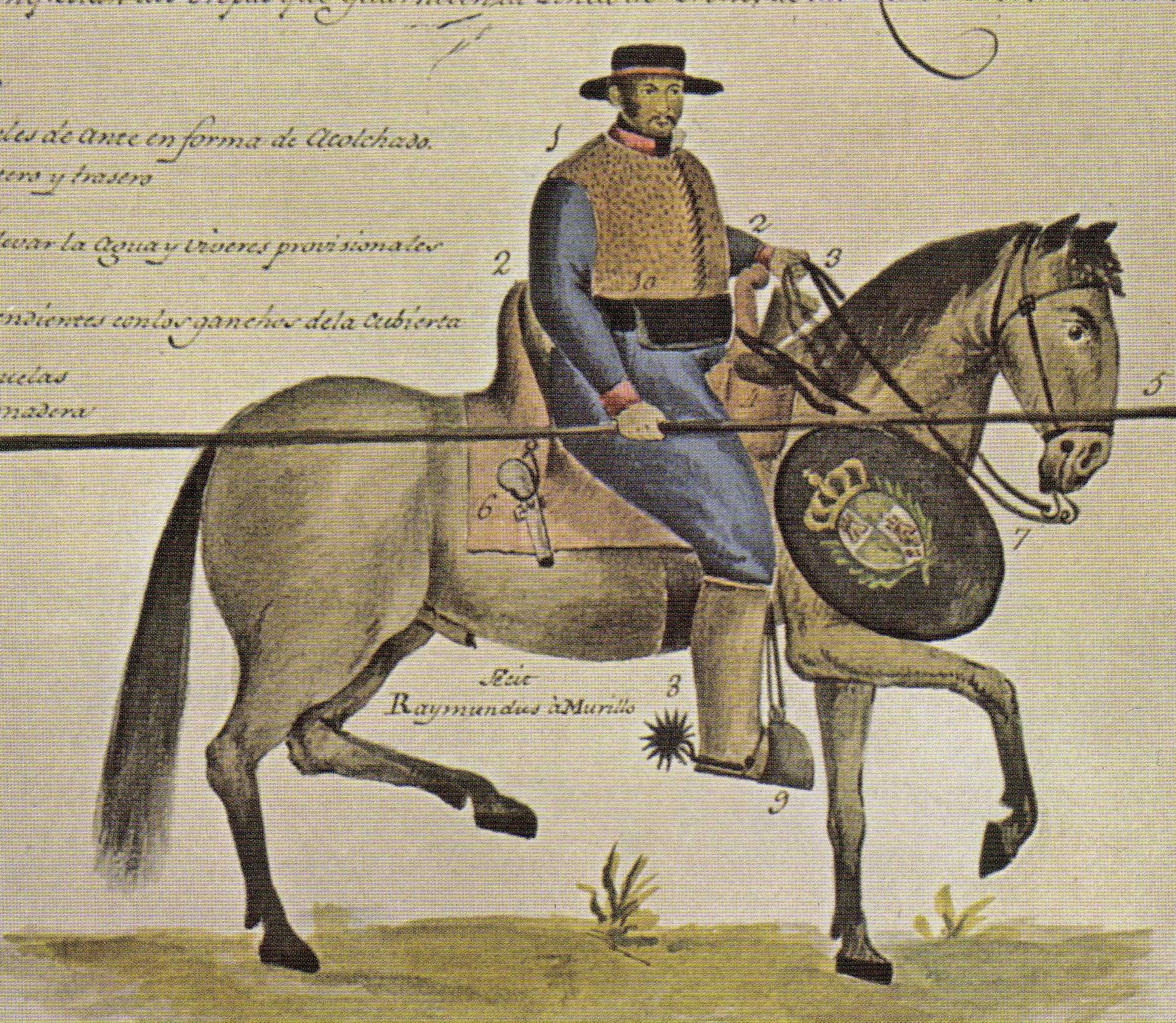
Gravure représentant un Dragón de cuera, unité des troupes coloniales espagnoles en Nouvelle-Espagne. Fin XVIIIe siècle.

Pour toute la période qui s'étend entre la défaite de l'Empire aztèque et l'indépendance du Mexique, la colonie se nomme Nouvelle-Espagne (1521-1821).
La conquête et l'époque coloniale font émerger de nouveaux groupes ethniques : 64 d'entre eux sont ainsi clairement définis par le gouvernement colonial, dont
- les métis, enfants issus de mariages mixtes entre Européens et indigènes, et leur descendance,
- les créoles, enfants des Espagnols nés dans la colonie, discriminés par rapport aux Espagnols nés dans la péninsule ibérique, et futurs promoteurs de l'indépendance du pays.

L'actuel Mexique fait alors partie de la vice-royauté de la Nouvelle-Espagne (Nueva España en espagnol), ce qui recouvre le territoire de l'actuel Mexique, mais aussi progressivement environ deux autres millions de kilomètres carrés dans le sud-ouest des États-Unis (ainsi que les Philippines).
La frontière Nord de la Nouvelle-Espagne n'est pas définie avec précision mais peut se lire d'après le caractère hispanique des noms géographiques conservés de nos jours. La frontière Sud est également variable.

Mare clausum (en) ibérique.
Mare clausum 2.
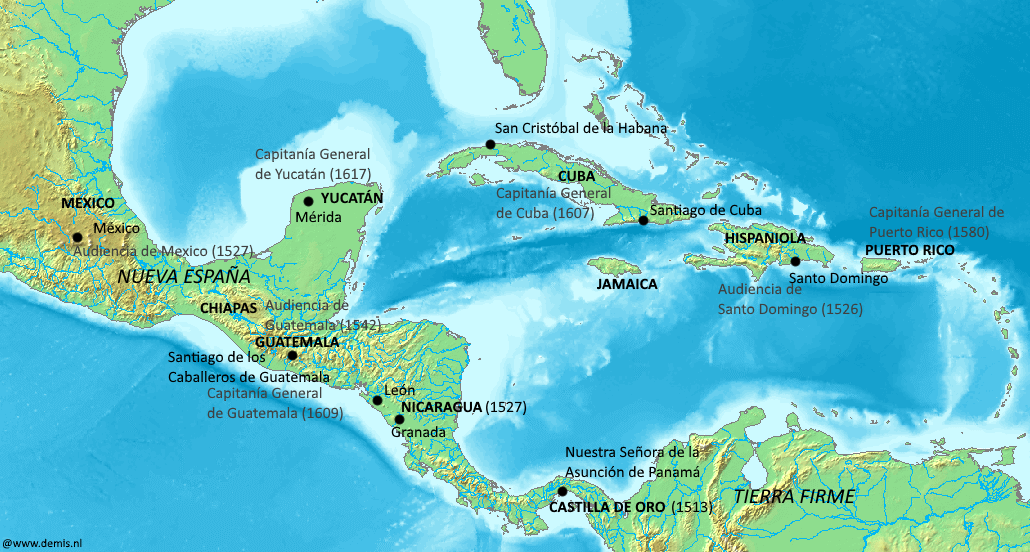
Juridictions espagnoles.
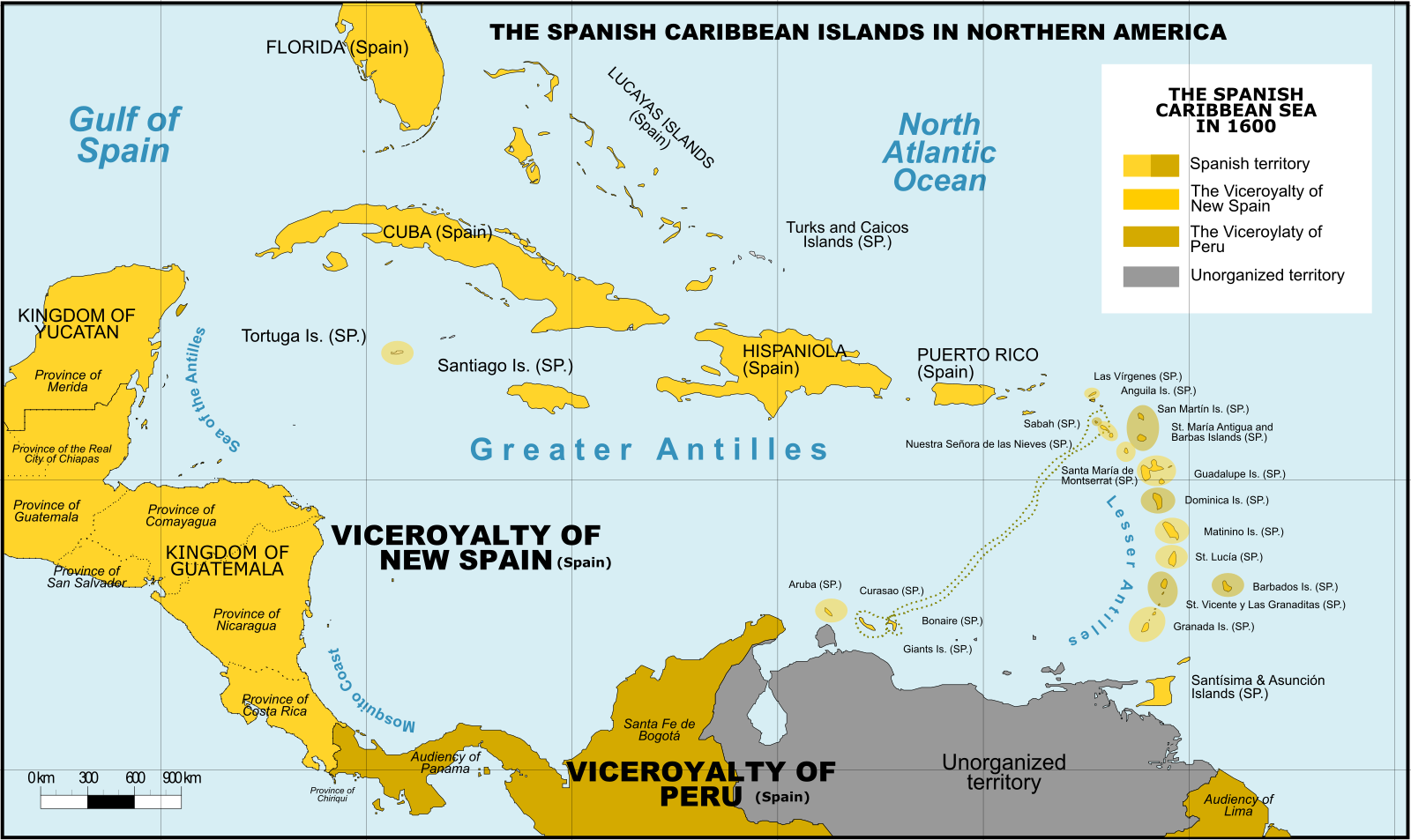
Mer caraïbe espagnole vers 1600.
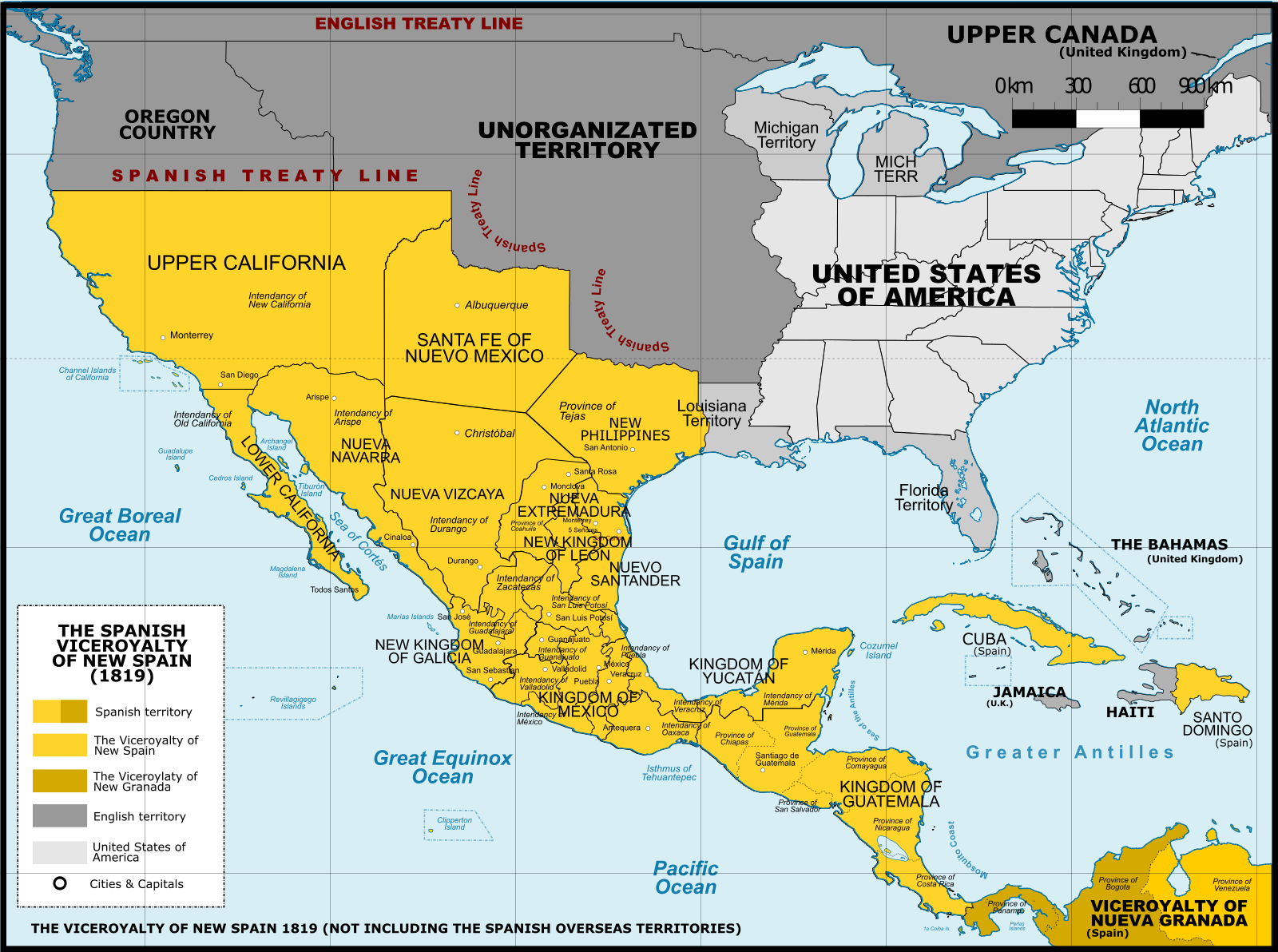
Vice-royauté de Nouvelle-Espagne en 1819.

## De l'indépendance aux années 2000
L'évolution territoriale du Mexique de manière formelle s'effectue principalement dans les années 1820-1860.

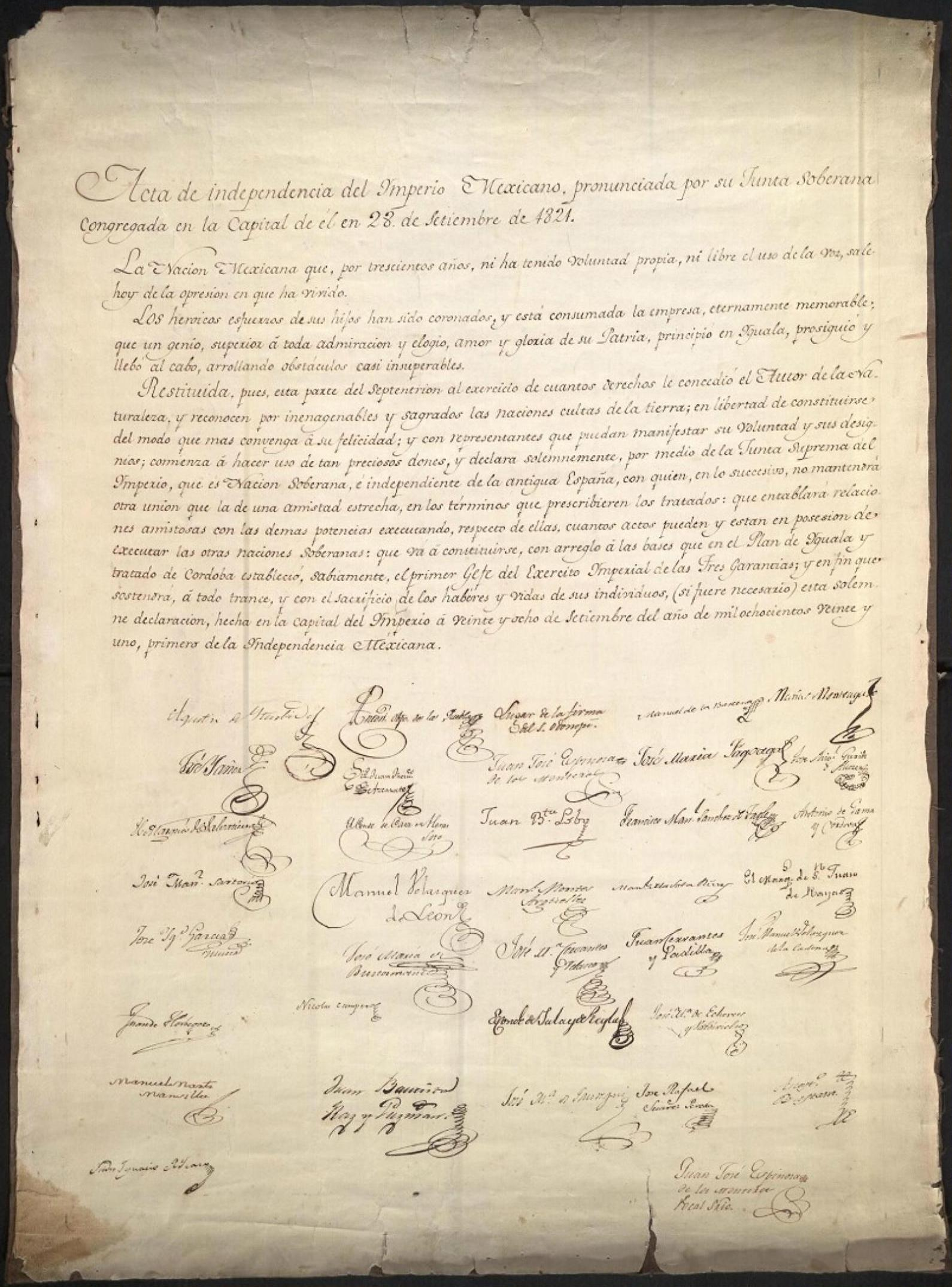
Acte d'indépendance du Mexique

.

### La guerre d'indépendance (1810-1821)
Miguel Hidalgo, un criollo c'est-à-dire un espagnol né au Mexique (à ne pas confondre avec le terme français créole), curé du village de Dolores, partisan de Ferdinand VII détrôné par les Français et exilé à Valençay, lance un appel durant la nuit du 15 au 16 septembre 1810(que l'on nomme plus tard le Grito de Dolores) aux habitants de son village dont le but est de se libérer des Espagnols favorables à Joseph Bonaparte.
On peut citer José María Morelos, Vicente Guerrero, Agustín de Iturbide parmi les personnages clés de la guerre d'indépendance.
L'arrivée d'un gouvernement libéral en Espagne convainc les criollos (espagnols nés au Mexique), cherchant à s'approprier les privilèges des espagnols dits peninsulares (vivant au Mexique mais nés en Espagne), de proclamer l'indépendance.
La déclaration d'indépendance est approuvée et une première Constitution rédigée le 13 septembre 1813 par le Congrès de Chilpancingo, le « Décret Constitutionnel pour la Liberté de l'Amérique Mexicaine » (Decreto Constitucional para la Libertad de la América Mexicana) qui définit un pouvoir exécutif mexicain faible et un pouvoir législatif mexicain fort est promulgué par le même congrès le 22 octobre, et l'Acte solennel de la Déclaration d'indépendance de l'Amérique septentrionale (Acta Solemne de la Declaración de Independencia de la América Septentrional) est officiellement signée par le congrès le 6 novembre 1813.
En 1821, l'armée dite des « trois garanties » entre dans la capitale.
Le 24 août 1821, le traité de Córdoba confirme l'indépendance au Mexique.

### De l'indépendance à l'intervention française (1822-1848)
Le 21 juillet 1822, Agustín de Iturbide est couronné sous le nom d'Augustin Ier, pour un règne (Premier Empire mexicain (1822-1823)), qui dure quelques mois, suivi de troubles et de guerres civiles, mais sans remettre en cause l'indépendance de l'État.
Le Mexique dispose de belles villes, d'une haute société évoluée.

Le patriotisme est vigoureux dans les élites créoles, mais pas dans la masse indigène qui ignore l'existence d'une Nation mexicaine. 

Ce sentiment n'est cependant pas suffisamment développé pour conduire les esprits à une politique commune.
L'histoire du Mexique entre 1820 et 1848 pourrait presque se résumer à une succession de troubles qui suscitèrent les réactions des puissances européennes, inquiètes des dettes non remboursées.
En 1838, le gouvernement de Louis-Philippe, qui ne peut obtenir les réparations qu'il demande, envoie une flotte bombarder Saint-Jean d'Ulua et s'emparer de Veracruz, dans un épisode surnommé guerre des Pâtisseries (1838-1839).

À la suite de la guerre contre les États-Unis (lire ci-dessous) entre 1846 et 1848, un apaisement se fait sentir.

En 1853, les troubles reprennent, vers une nouvelle guerre civile.
En 1855, le Mexique s'engage dans la Réforme, violemment anticléricale.
En 1835, les Siete Leyes (Sept lois) voient le jour.
En 1857, une nouvelle constitution est promulguée.

#### Les séparatismes
- Le Guatemala et le Honduras, annexés en 1821, se séparent définitivement du Mexique le 1er juillet 1823.
- L'État d'Occidente se divise en Sonora et Sinaloa en 1830.
- Aguascalientes se sépare de l'État de Zacatecas en 1835.
- Les Sept Lois (lois constitutionnelles promulguées le 15 décembre 1835) convertissent les États fédéraux en départements. Le District Fédéral est supprimé, et réincorporé au département de Mexico.
- Le Zacatecas déclare son indépendance en 1835, mais est vaincu par l'armée de la République mexicaine.
- Le Texas déclare son indépendance le 2 octobre 1835, entérinée par le traité de Velasco, signé le 14 mai 1836 par le général mexicain Santa Anna, mais non reconnu par le Mexique avant 1848.
- En 1840, les départements de Nuevo Leon, Coahuila et Tamaulipas déclarent leur indépendance comme République du Rio Grande.
- Entre 1841-1843 et 1846-1848, la république du Yucatán fut un pays indépendant soutenu par les États-Unis.
- En 1852 puis en 1854, le flibustier Gaston de Raousset-Boulbon mena deux expéditions en Sonora, avant d'être exécuté après la bataille de Guaymas.

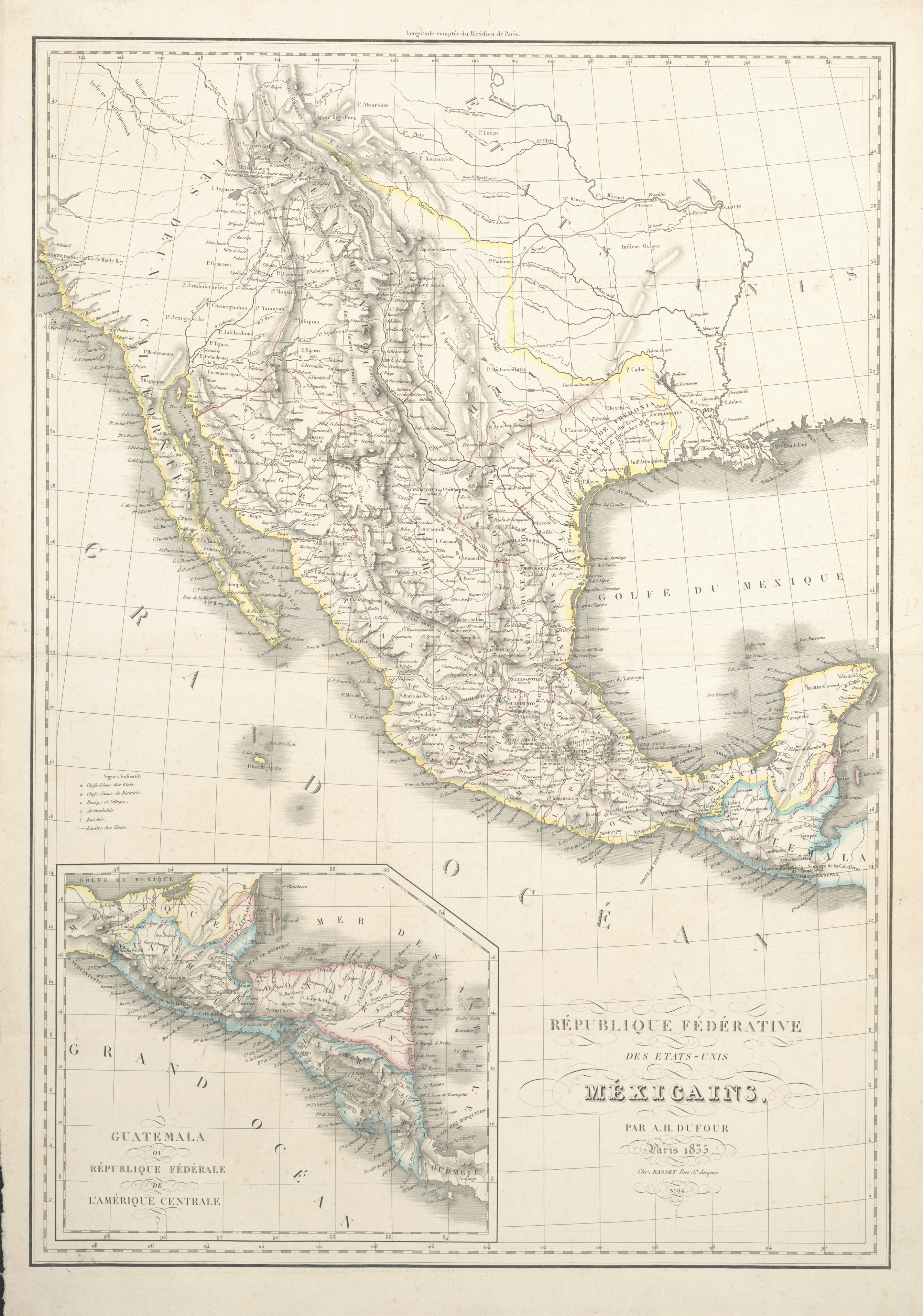
République fédérative des états-unis méxicains (sic). Adolphe Hippolyte Dufour, 1835.
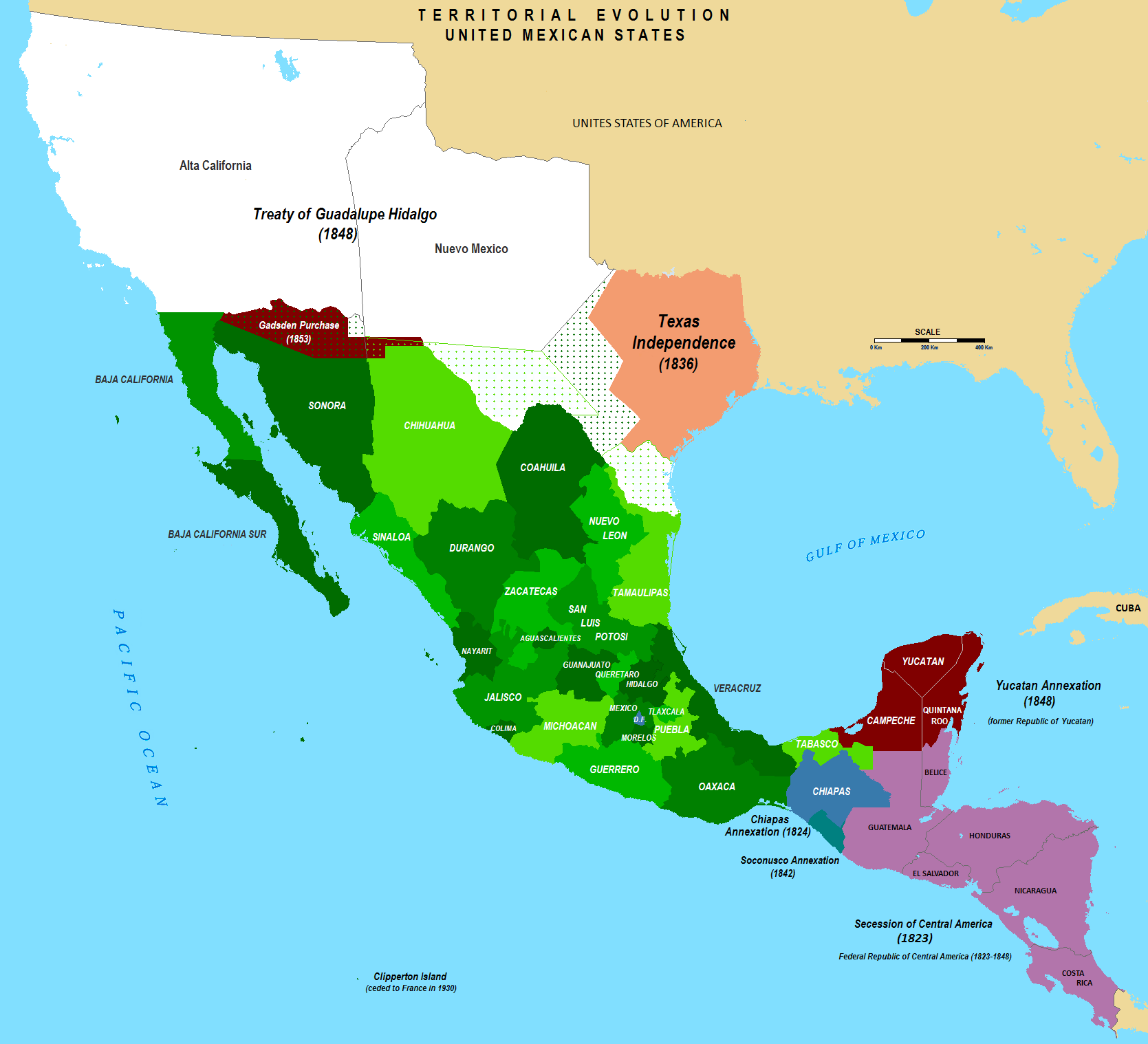
Évolution territoriale depuis 1821.
Troubles séparatistes 1835-1846.
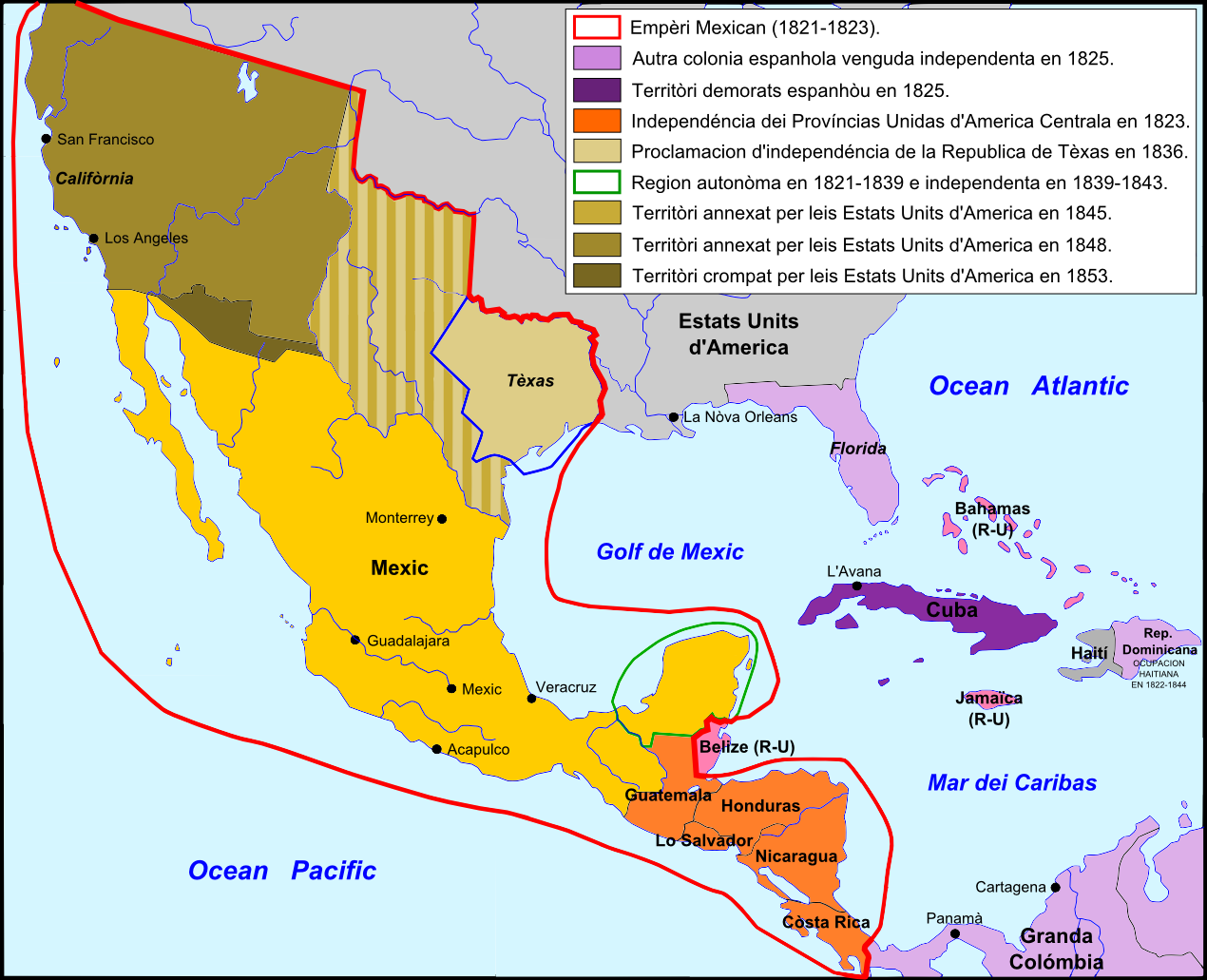
Pertes territoriales.

### Guerres contre les États-Unis (1835-1848)
- Révolution texane, guerre américano-mexicaine

Le Texas, peuplé de 85 % d'immigrés américains, proclame son indépendance (avec l'aide en hommes, argent, et armes de Washington) le 21 avril 1836, après la victoire de San Jacinto, acquise sous la conduite de Samuel Houston qui profite de la faiblesse des gouvernements de Miguel Barragán (1835-36) et de José Justo Corro (1836-37) et de la vétusté des troupes envoyées sous les ordres du général Antonio López de Santa Anna.
S'engage alors un conflit avec les États-Unis, dont le Mexique, toujours aussi faible malgré les efforts du général Santa-Anna, sort vaincu (1846-1848).
Le traité de Guadalupe Hidalgo du 2 février 1848 entraîne la perte de très grands territoires alors désertiques ou peu peuplés, « vendus » ensuite  sous la présidence de Manuel de la Peña y Peña aux États-Unis pour 15 millions de dollars.
De ce fait, une grande partie de la moitié nord du pays est ainsi perdue au profit des États-Unis : l'Arizona, la Californie, le Nevada, le Nouveau-Mexique, le Texas et l'Utah.

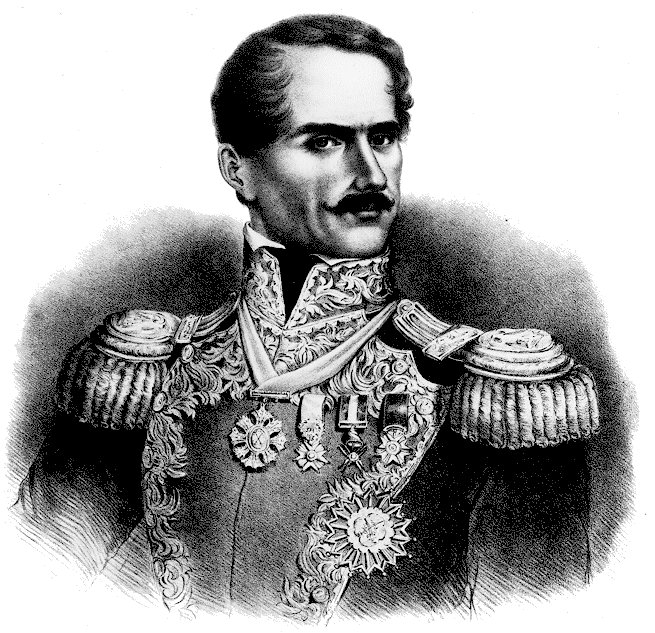
Antonio López de Santa Anna.
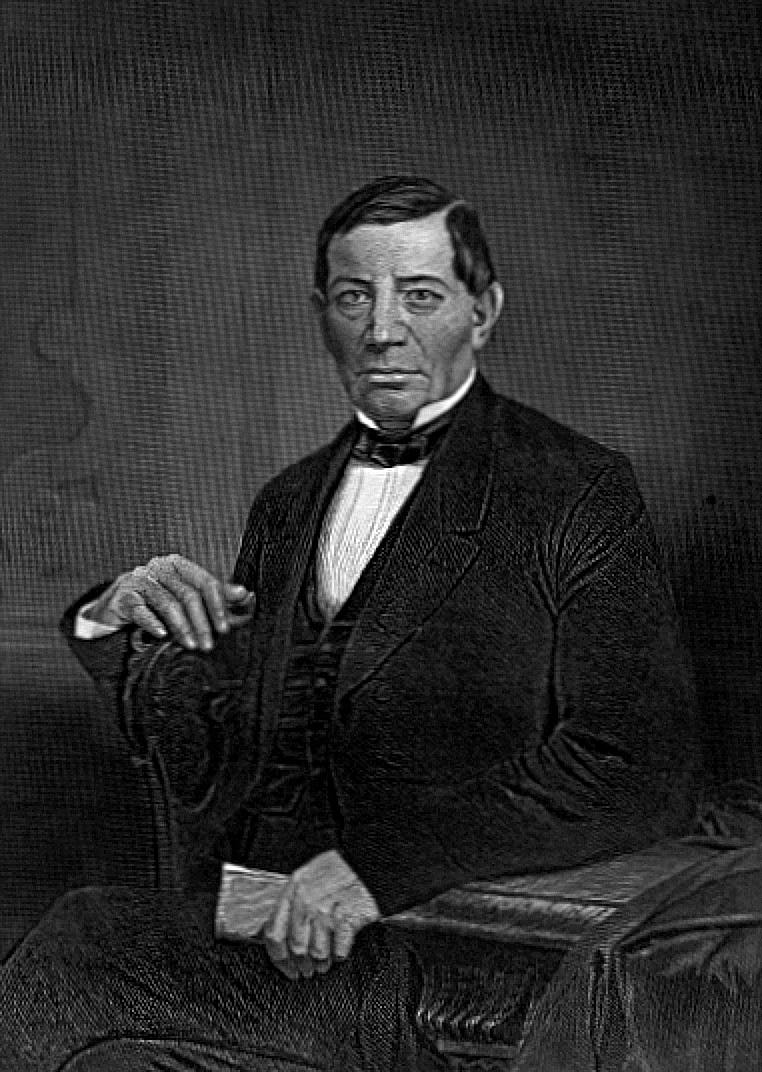
Benito Juárez.

### Intervention française (1861-1867)

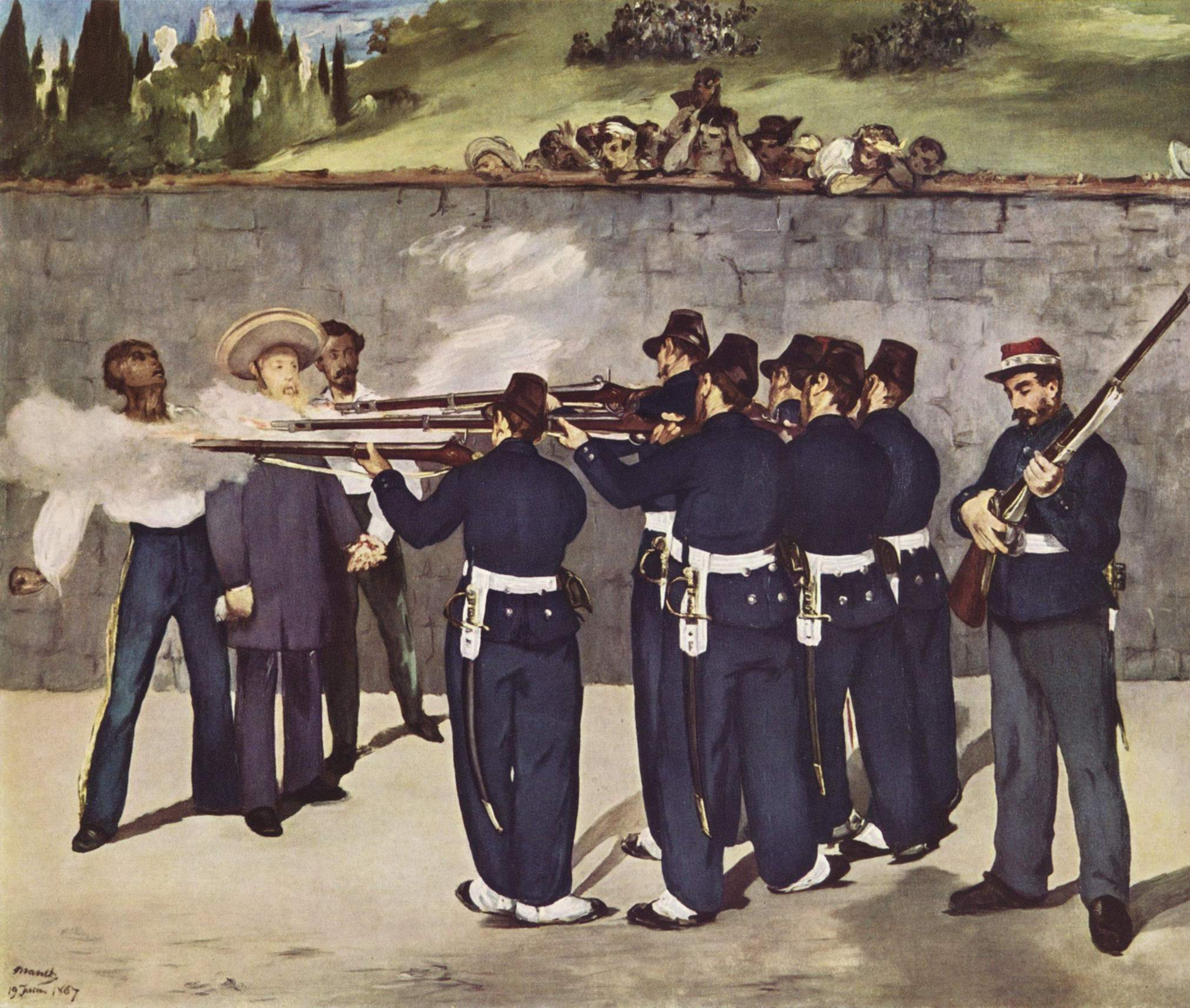
Manet, L'Exécution de Maximilien, 1869.

Face à l'incapacité du gouvernement de Benito Juárez de payer les dettes mexicaines, les gouvernements français, espagnol et britannique envoient une force expéditionnaire occuper le port de Veracruz.
Mais il s'agit d'un prétexte, car les Européens (surtout Napoléon III) souhaitent profiter de la guerre de Sécession américaine pour se réimplanter sur le continent américain.
Les Anglais et les Espagnols traitent rapidement par la Convention de Soledad (février 1862), mais les Français décident de se maintenir.
En 1862-1867, le Mexique est occupé par les forces françaises lors de l'expédition du Mexique, qui amène la création de l'empire éphémère de Maximilien de Habsbourg, qui prend fin en 1867, avec le départ du territoire mexicain des militaires français.

### Le Porfiriat (1876-1910)
La présidence de Porfirio Díaz est également connue sous le nom de Porfiriato.
Ce régime, héritier d'une période de 50 ans de troubles, de guerres et d'anarchie dure environ trente ans, de 1876 à 1910. En l'absence de capitaux mexicains suffisants, Díaz encourage les investissements étrangers.
Il s'appuie aussi sur les conseils de positivistes disciples d'Auguste Comte connus sous le nom de cientificos.
Le pays fait durant cette période de grands progrès et se modernise rapidement.
Porfirio Diaz inaugure le monument de l'indépendance et l'hémicycle à Benito Juárez et le 15 septembre 1910 (centenaire du début de la guerre d'indépendance du Mexique) tout le centre de Mexico est illuminé électriquement ainsi que la cathédrale.
Le gouvernement du Mexique invite aux festivités les représentants des gouvernements avec lesquels il entretient des relations diplomatiques.
L'application des Lois de Réforme, et, en particulier celle de la Loi Lerdo (es) publiée en 1856, qui nationalise les biens de l'Église (et que l'État mexicain revend aux investisseurs), et de la grande propriété, est une avancée et un progrès considérables.
À la fin du régime, 95 % des habitants des campagnes ne sont pas propriétaires de terres.
Ils sont ouvriers agricoles dans d’immenses haciendas, vivent de l'agriculture de subsistance ou forment un prolétariat urbain.
Les grèves ouvrières se font plus fréquentes à partir de 1906, mais sont réprimées avec violence.
En outre, le régime use de la Loi publiée le 25 janvier 1862 pour le gouvernement de Benito Juárez et cosignée par Manuel Doblado (es) qui permet d'abattre un prisonnier qui s'enfuit.
Cette loi reste appliquée jusqu'à la Révolution de 1910, et va être remise en vigueur par le gouvernement constitutionnaliste de Venustiano Carranza en 1915.
Le salaire du journalier rural peut descendre à 20 ou 25 centavos par jour dans les cas extrêmes, et 10 ou 15 centavos pour les femmes et les enfants.
À la fin du 19e siècle la proportion d'enfants parmi les ouvriers d'usine est de un huitième.[réf. nécessaire]
Le syndicalisme mexicain apparait dans les années 1870.
Le 5 mars 1870 se constitue le Gran Circulo de Obreros de Mexico, d'inspiration anarchiste.
En 1876, au premier congrès des sociétés ouvrières du Mexique, c'est le mutualisme qui prédomine. En 1890, est fondée la Gran Confederacion de los Trabajadores Mexicanos, et en 1905 le Gran Circulo de Obreros Libres (dans les usines textiles de Puebla et de Veracruz.
En 1907, se forme le syndicat des employés des chemins de fer, qui est interdit par le gouvernement l'année suivante.
Les grèves se font plus nombreuses à partir de 1906.
Cette année là, la grève des ouvriers de la mine de cuivre de Cananea (es) pour réclamer la journée de huit heures et l'obtention d'un salaire égal à celui des employés américains (5 pesos par jour) est réprimée avec l'aide de rangers américains qui ont franchi la frontière mexicaine illégalement en combattant les douaniers mexicains qui tentaient de les en empêcher.
Lors des grèves, le gouvernement se place aux côtés des propriétaires d'usines et le revendique, espérant favoriser les investissements.

### La Révolution mexicaine (1910-1920)

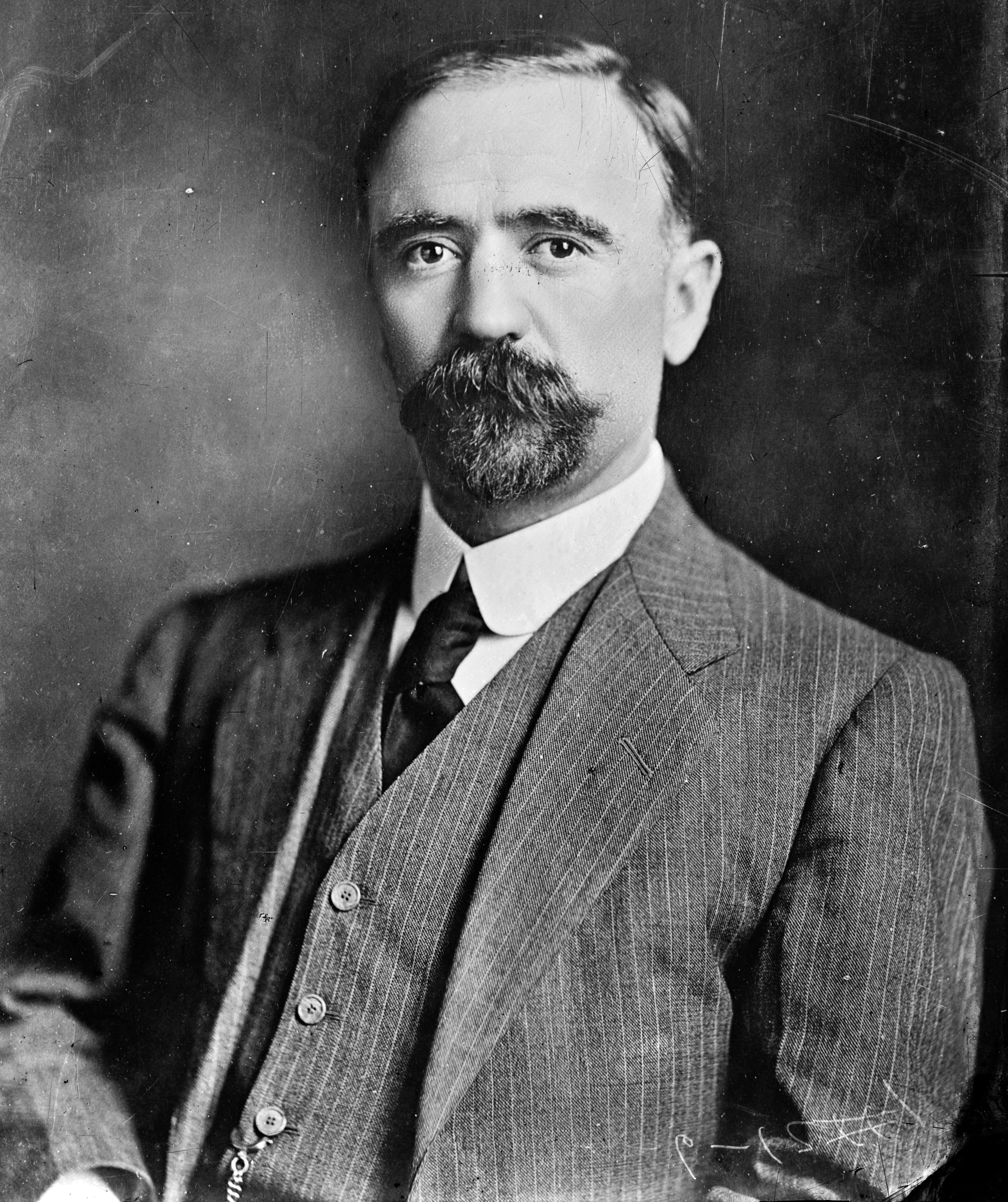
Francisco Madero avant 1913.

Porfirio Díaz, au pouvoir depuis une trentaine d'années, souhaite à nouveau se présenter à l'élection présidentielle de 1910 (es)).
Plusieurs candidats se présentent, dont les plus connus sont Teodoro A. Dehesa Méndez (es) José Yves Limantour et Francisco Madero qui annonce aussi sa candidature.
Díaz le fait emprisonner, puis le relâche.
Le vieux président remporte ensuite des élections truquées.
Exilé aux États-Unis, Madero ne s'avoue pas vaincu, lance le Plan de San Luis, daté du 5 octobre 1910, dans lequel il déclare nulles les élections et exhorte les Mexicains à prendre les armes le 20 novembre 1910 contre le gouvernement.
Après des débuts difficiles, le soulèvement connaît ses premiers succès au Chihuahua, dans le nord du pays, Madero et Abraham González Casavantes parviennent à recruter des chefs militaires improvisés mais très capables tels que Pascual Orozco et Francisco Villa ,
Le mouvement s'étend à d'autres régions, notamment au Morelos où dès le 11 mars 1911, Emiliano Zapata et les villageois luttent pour récupérer les terres collectives dont ils ont été spoliés à la suite de la promulgation de la constitution de 1857 par le gouvernement de Benito Juárez, ces terres ayant été revendues par le gouvernement aux grands propriétaires de plantations de canne à sucre.
L'armée fédérale, incapable de faire face sur plusieurs fronts, subit de lourdes défaites dans le nord du pays et le président Díaz se résigne à démissionner en mai 1911, puis à quitter le pays.
L'élection de Madero en novembre 1911 (qui n'obtient qu'un peu moins de 20 000 voix soit 0,1 % de la population.) n'améliore guère la situation sociale et politique.
Il doit faire face à la désillusion de certains de ses propres partisans mais aussi à l'opposition de ceux de l'ancien régime, qui occupaient encore de nombreux postes.
Issu de la bourgeoisie, il connaît peu les conditions de vie et les réalités sociales du pays et se préoccupe avant tout de rétablir la légalité constitutionnelle.
Il affronte cinq révoltes importantes dont celle d'Emiliano Zapata qui réclame l'application du Plan de Ayala (es), unique but de sa révolte et qui consiste principalement en la restitution des terres collectives prises aux villages, mais aussi en la destitution de Madero.
Il opère une réforme administrative, mais partielle.
Il annonce également une réforme de l'armée qui ne touchera cependant pas à la puissance et à l'influence des généraux porfiristes, tels que Bernardo Reyes et Felix Diaz (le neveu de Diaz), qui lui sont pourtant violemment hostiles.
Il veut restaurer la stabilité du pays et tente de rassurer les investisseurs étrangers et leurs gouvernements.
Il est pourtant considéré comme un radical par les intérêts économiques américains et par l'ambassadeur Henry Lane Wilson.
Il doit faire front partout.
Une première rébellion militaire fomentée par Bernardo Reyes et Félix Diaz est vaincue : les deux généraux sont emprisonnés.
Au sud de Mexico les partisans de Zapata se soulèvent contre lui, dans le but de le destituer et de le juger comme traître à la Révolution , reprennent possession des terres spoliées, en application du Plan de Ayala.
Il envoie le général Victoriano Huerta les combattre.
L'ambassadeur américain, auparavant un appui dans sa conquête du pouvoir, le voyant abandonné par une partie de ses anciens partisans, décide d'entraîner son renversement, de concert avec des milieux économiques qui ne bénéficient pas de sa politique, et une partie de la hiérarchie militaire.
En février 1913, il est renversé par un coup d’État puis assassiné.
Après la décade tragique le général Victoriano Huerta, qui s'est emparé du pouvoir, soutenu par une partie de la bourgeoisie porfiriste, une partie du Clergé et des investisseurs tant étrangers que mexicains, doit faire face à l'opposition déterminée du gouvernement des États-Unis, Woodrow Wilson qui refuse de reconnaître son gouvernement, plutôt favorable aux intérêts européens, notamment britanniques et allemands, bloquant les livraisons d'armes et de matériel lui étant destinés, (voir : incident de Tampico et l'occupation américaine de Veracruz) et à l'intérieur, celle des anciens partisans de Madero, de Venustiano Carranza gouverneur de l’État de Coahuila, Pancho Villa, qui a repris les armes dans l'État de Chihuahua et Emiliano Zapata, qui ne s'est jamais soumis, au Morelos.
Après plusieurs défaites de l'armée fédérale au printemps 1914, Huerta qui entre-temps menace les États-Unis d'armer les noirs du Sud et d'envoyer l'armée mexicaine sur Washington et de planter le drapeau du Mexique sur le Capitole, quitte le pays au mois de juillet.
Des fractures apparaissent rapidement entre les différentes factions révolutionnaires, carrancistes, villistes et zapatistes,,.
Réunies lors de la Convention d'Aguascalientes en octobre 1915, ces factions n'arrivent pas à un accord durable et les combats reprennent entre elles.
En 1915, le meilleur général carranciste, Álvaro Obregón, affronte et défait Pancho Villa au cours de plusieurs batailles dans le centre du pays.
Emiliano Zapata, qui a conclu une alliance éphémère avec Villa, est réduit à la défensive au Morelos.
En 1916, après la bataille de Columbus l'armée américaine intervient en territoire mexicain pour tenter, sans succès, d'éliminer Pancho Villa.
En 1916, Venustiano Carranza reste le seul à pouvoir prétendre au pouvoir suprême, même s'il ne contrôle pas l'ensemble du pays et qu'il doit faire face à d'énormes problèmes socio-économiques.
Après la promulgation d'une nouvelle constitution en 1917, Carranza est élu président.
Devenu progressivement impopulaire, il est renversé en 1920 par le dernier coup d’État de la révolution, organisé par les partisans d'Obregón, qui est ensuite élu président.

### Le PRI au pouvoir (1929-2000)
En 1928 est fondé le Parti national révolutionnaire (PNR), qui va devenir le PRM en 1938 puis le PRI en 1946. Ce parti prend le pouvoir en 1929 et le garde jusqu'en 2000 et le sera à nouveau de 2006 à fin 2018.
Sous les gouvernements de Plutarco Elías Calles et d'Emilio Portes Gil, la réforme agraire reconnue par la Constitution de 1917 commence à être mise en application. Les ouvriers se regroupent progressivement au sein de la Confederación Regional Obrera Mexicana, favorable au gouvernement, et dont les effectifs passent de 40 000 en 1918 à 70 000 en 1919, 100 000 en 1920 et près d'un million en 1924. Les conditions de vie s'améliorent et le taux de mortalité infantile tombe de 224,4 ‰ à 137,7 ‰ entre 1923 et 1931. Un sérieux effort est fait en faveur de l'éducation. Le budget de l'éducation s’élève à 14 % des dépenses de l’État et le nombre des écoles rurales est triplé. Le taux d'alphabétisation des plus de 10 ans passe de 25 % en 1924 à 51 % en 1930.

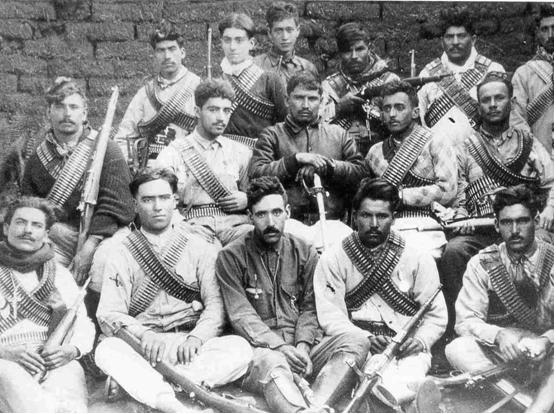
Un groupe de Cristeros.

À partir de 1926, en raison à la fois des mesures anticléricales découlant de l'application de la Constitution mexicaine de 1917 par le président Plutarco Elías Calles, la guerre des Cristeros opposa les troupes gouvernementales issues de la Révolution aux paysans militants catholiques.
La guerre des Cristeros (également connue sous le nom de Cristiada) désigne le soulèvement d'une partie de la population mexicaine, catholiques, de 1926 à 1929. Cette rébellion éclate d'abord de façon locale et spontanée avant de se transformer en soulèvement plus important à l'appel de la Ligue le 1er janvier 1927. À son apogée, au printemps 1929, le mouvement compte 50 000 combattants : 25 000 sont placées sous le commandement du général Gorostieta, 25 000 constituent des bandes éparses. Il apparaît plus important dans le centre et l'ouest du pays. Pour des raisons militaires, politiques et économiques, l’État mexicain décide alors d'en finir en concluant un accord diplomatique avec l’Église grâce à l'entremise de l'ambassadeur américain Dwight Whitney Morrow (en) : ce sont les arreglos du 21 juin 1929. Les cristeros doivent alors se démobiliser et déposer les armes.
Le nom de Cristeros est d'abord un sobriquet donné aux insurgés par les soldats fédéraux mais les combattants se l'approprient rapidement. Il reprend leur cri de ralliement : Viva Cristo Rey!
Le soulèvement des cristeros en désaccord avec la constitution de 1917 aurait fait entre 90 000 et 100 000 morts parmi les combattants d'après Jean Meyer : 60 000 pour les fédéraux et 30 000 pour les cristeros. Sans compter un lourd bilan pour la population civile, beaucoup plus difficile à évaluer : les statistiques officielles mexicaines avancent le chiffre de 150 000 victimes. De nombreux civils ou anciens insurgés, mais aussi des prêtres, seront tués dans des raids anticatholiques dans les années suivant la fin de la guerre, certaines autorités locales maintenant également une forte pression sur le clergé de leur zone de compétence. La pression ira en diminuant au cours des années 1930, mais ne se stabilisera complètement qu'après l'élection en 1940 du Président Manuel Ávila Camacho, lui-même un catholique pratiquant, et représentant de l'aile droite du régime.
Il faudra beaucoup de temps pour que le clergé se reconstitue. Entre 1926 et 1934, on ne dénombre pas moins de 40 prêtres assassinés, beaucoup d'autres ayant fui le pays. Sur les 4 500 prêtres opérant avant la rébellion, seuls 334 servent encore officiellement en 1934. En 1935, dix-sept États ne comptent plus un seul religieux.
En 1928 le successeur à la présidence de la République, le général Álvaro Obregón est assassiné par un militant catholique.
En 1938, le président Lázaro Cárdenas nationalise la production de pétrole en créant Pemex au détriment des compagnies pétrolières américaines. Les États-Unis pratiquent alors un embargo mais se firent finalement livrer du pétrole pendant la Seconde Guerre mondiale grâce à l'octroi de crédits accordés par Franklin Delano Roosevelt à la Pemex dès 1939. À la fin de la Guerre d'Espagne, le gouvernement mexicain offre l'asile aux opposants à Franco.
La mise en place d'un système assimilé au corporatisme, fortement lié à la société civile mexicaine, aux syndicats et aux entreprises, permet au parti d'assurer la pérennité et le progrès de la Nation durant 70 ans.
Le 2 juin 1942, sous le gouvernement de Manuel Ávila Camacho, le Mexique entre dans la Seconde Guerre mondiale aux côtés des Alliés en déclarant la guerre à l'Allemagne, à la suite du refus de l'Allemagne de payer des dommages et intérêts pour avoir coulé deux navires mexicains en mai 1942. L'aviation mexicaine (escadrille 201 - Escuadrón 201) participe à la Guerre du Pacifique.
En octobre 1968, l’armée ouvre le feu sur des manifestations étudiantes d’extrême gauche. Plus de trois cents manifestants sont tués et des centaines disparaissent lors du massacre de Tlatelolco.
Le 10 juin 1971, la police antiémeutes s'attaque violemment à une manifestation d'étudiants réclamant la fin de l’impunité et un pays plus démocratique. Des dizaines de manifestants sont tués ou disparaissent dans cette attaque.
Carlos Salinas de Gortari, candidat du PRI, remporte l’élection présidentielle de 1988 contre le candidat du PRD Cuauhtémoc Cárdenas. Dans le but de réduire les doutes et les contestations électorales, habituelles au Mexique, l'Institut fédéral électoral est créé au début des années 1990 pour organiser les élections et en assurer le bon déroulement.
La campagne électorale de 1994 est marquée par l'assassinat de Luis Donaldo Colosio.
L'année 1994 est également marquée par plusieurs évènements. D'une part, l'Accord de libre-échange nord-américain (ALENA), accord de libre-échange entre les trois pays d'Amérique du Nord, entre en vigueur le 1er janvier ; d'autre part, Ernesto Zedillo succède à Carlos Salinas à la présidence ; enfin, une récession temporaire décidée par Zedillo entraîne une très forte dévaluation du peso.

## LeXXIesiècle, entre alternances politiques et violences liées à la drogue
Des élections présidentielles et législatives ont lieu le 2 juillet 2000. Vicente Fox Quesada (1942-), membre du PAN (Partido Acción Nacional), remporte l’élection présidentielle et devient le premier président n'appartenant pas au PRI depuis plus de 70 ans. En effet, Vicente Fox recueille 43 % des voix, alors que Francisco Labastida Ochoa (1942-) (PRI) obtient 37 % des suffrages et Cuauhtémoc Cárdenas 17 % (Partido de la Revolución Democrática) ; le PRI et le PRD sont membres de l'Internationale socialiste.
Le PRI obtient 209 sièges à la Chambre des députés et 60 au Sénat, le PAN 208 et 46, le PRD 51 et 15.
En 2003, la crise irakienne met le gouvernement dans une situation quelque peu délicate : 80 % des exportations mexicaines vont aux États-Unis, une part importante de la population est contre la guerre, et ce alors que nombre de Mexicains servent dans l'armée américaine en Irak.[réf. nécessaire] À cette époque, le Mexique occupe l'un des quinze sièges du Conseil de sécurité des Nations unies, et va d'ailleurs en assurer la présidence en avril 2003. Dans le même temps, les États-Unis refusent de régulariser la situation des quelque quatre millions de clandestins mexicains se trouvant sur leur territoire. Ce désintérêt soudain des États-Unis, remonte au brusque renforcement de la politique migratoire depuis les attentats du 11 septembre 2001. Tout ceci va à l'encontre de la promesse de Vicente Fox d'obtenir un accord migratoire avec George W. Bush, et déçoit profondément le gouvernement et l'opinion mexicaine.
Le lundi 29 mars 2004, le Mexique signe le Traité sur la non-prolifération des armes nucléaires et s'engage donc à autoriser des inspections surprises de l'Agence internationale de l'énergie atomique. Le Mexique devient le 81e pays à adhérer à ce pacte.
En juillet 2006 a lieu l’élection présidentielle qui donne le parti sortant, le PAN (démocrate-chrétien), vainqueur.
Le perdant, comme il est d'habitude au Mexique, dépose un document démontrant plusieurs centaines de fraudes et irrégularités lors des élections et de la campagne qui les a précédés. Des anomalies toutes simples comme des erreurs arithmétiques (par exemple nombre de votants supérieur ou inférieur au nombre de bulletins déposés) sont mises en avant (les mêmes « erreurs » sont détectées en faveur du PRD). Le Tribunal fédéral électoral confirme cependant la victoire du candidat du PAN, au détriment du PRD.
Les trafiquants se livrent entre eux à une guerre sans merci pour le monopole du transit par le Mexique et le passage vers les États-Unis de la drogue provenant principalement d'Amérique du Sud. Cette guerre entre cartels fait depuis 2006 entre 6 000 et 8 000 morts chaque année parmi leurs membres. Le chiffre officiel pour l'année 2008 est de 5 376 morts. Selon les chiffres officiels, l'année 2017 est la plus violente en deux décennies avec 25.339 homicides enregistrés. 2018 est encore plus violente, avec 35.964 meurtres recensés (22 254 hommes, 2 043 femmes, 52 cas non-spécifiés), ce qui fait une moyenne de 98 meurtres par jour, sans compter les disparitions. Le 30 juin 2019, la Garde nationale du Mexique commence à se créer en absorbant la police fédérale, la Gendarmerie nationale mexicaine et la police navale (la police militaire de la Marine mexicaine) afin de lutter plus efficacement contre les cartels. L'idée est de limiter le nombre d'intermédiaires dans la chaîne de commandement, afin d'améliorer la coordination entre les différents types d'unités, tout en limitant les risques de corruption.
La corruption représente un défi majeur pour l’économie mexicaine : d'après des études de la Banque mondiale, la corruption politique et économique pourrait représenter 9 % du PIB. En dépit de l’augmentation du PIB (2,1 % en moyenne entre 2012 et 2014) les revenus des ménages ont baissé de 3,5 % au cours de cette période. Une grande partie des richesses produites étant captées par les grandes fortunes. Selon l’organisation Oxfam, les quatre plus grandes fortunes représentent en 2017 9,5 % du PIB mexicain, contre 2 % en 2002.
Au cours de la crise migratoire en Amérique centrale qui démarre en 2018 à cause de la sécheresse et de l'ultra-violence des gangs au Honduras, au Salvador et au Guatemala, le Mexique devient le premier pays de passages des caravanes de migrants en Amérique, et de fait le premier pays d'accueil puisque de nombreux migrants restent bloqués à la frontière entre les États-Unis et le Mexique.

### Galerie présidentielle depuis 2000

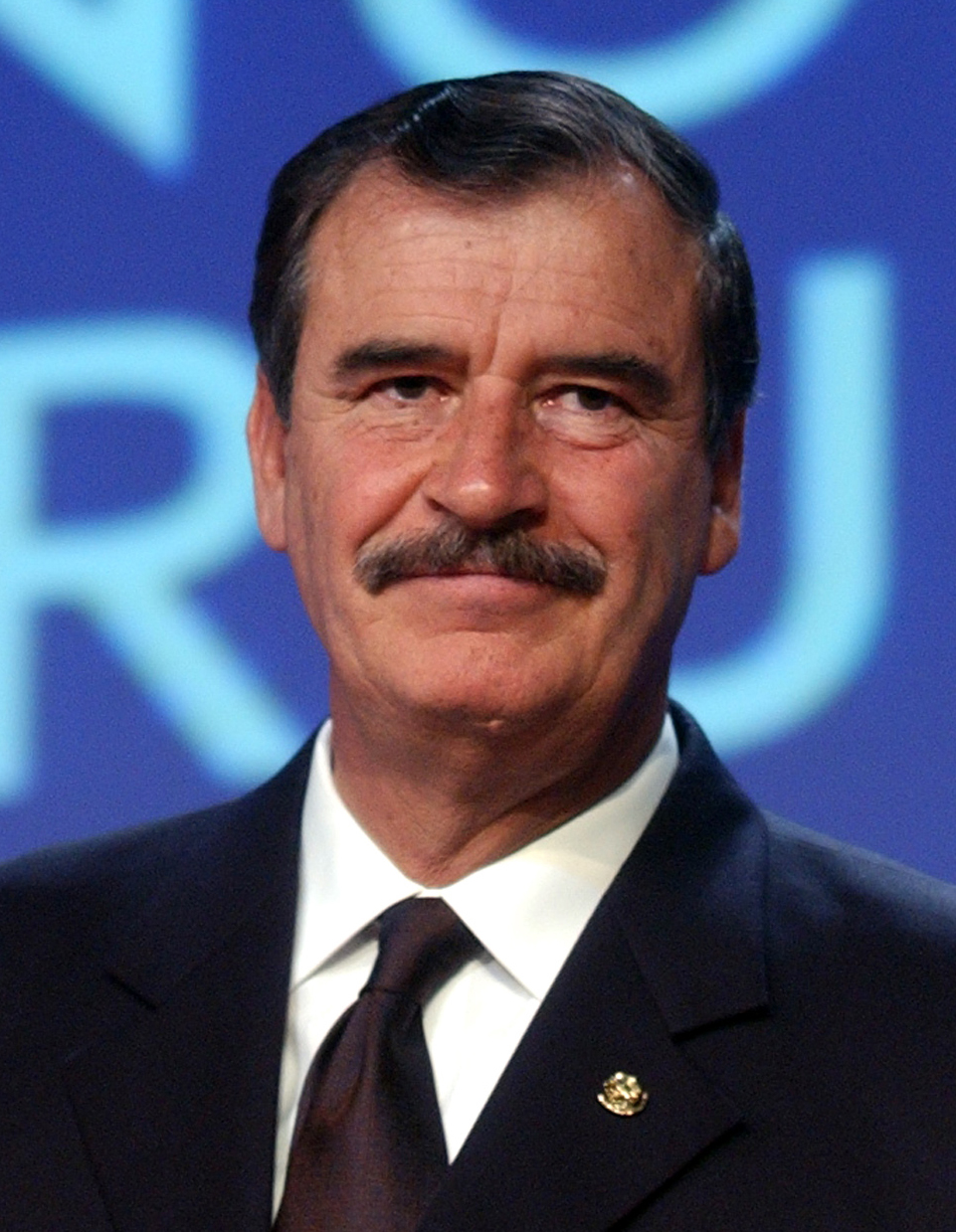
Vicente Fox (2000-2006).
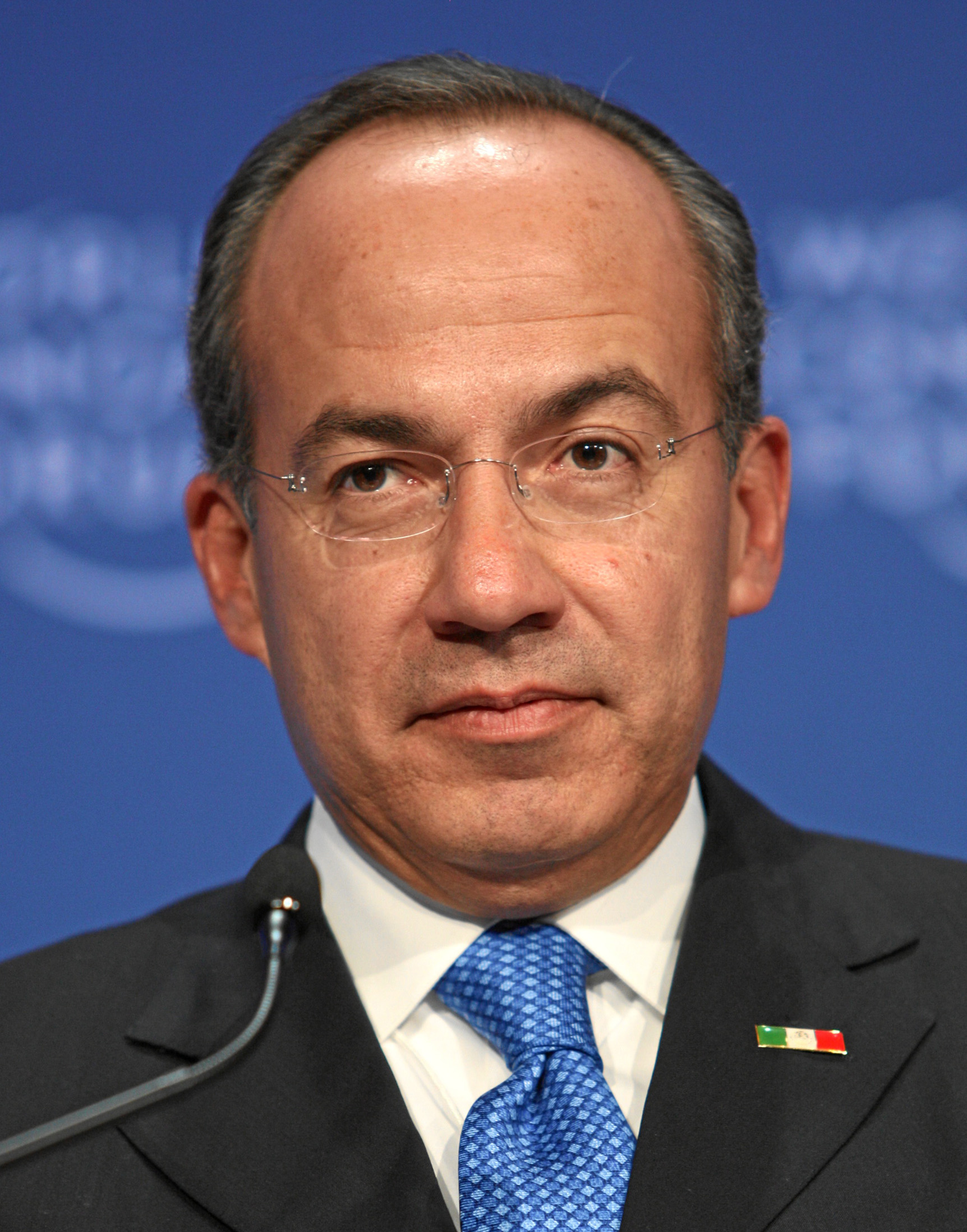
Felipe Calderón (2006-2012).
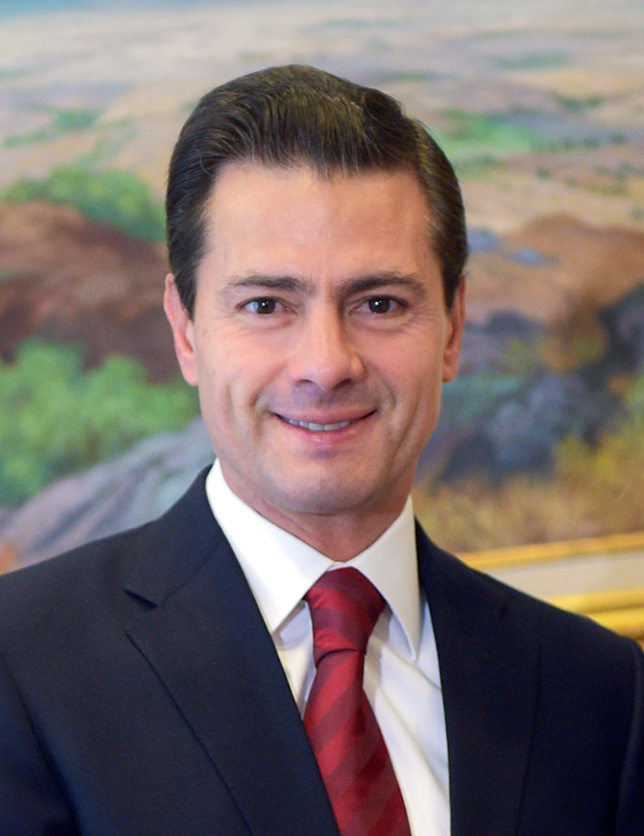
Enrique Peña Nieto (2012-2018).
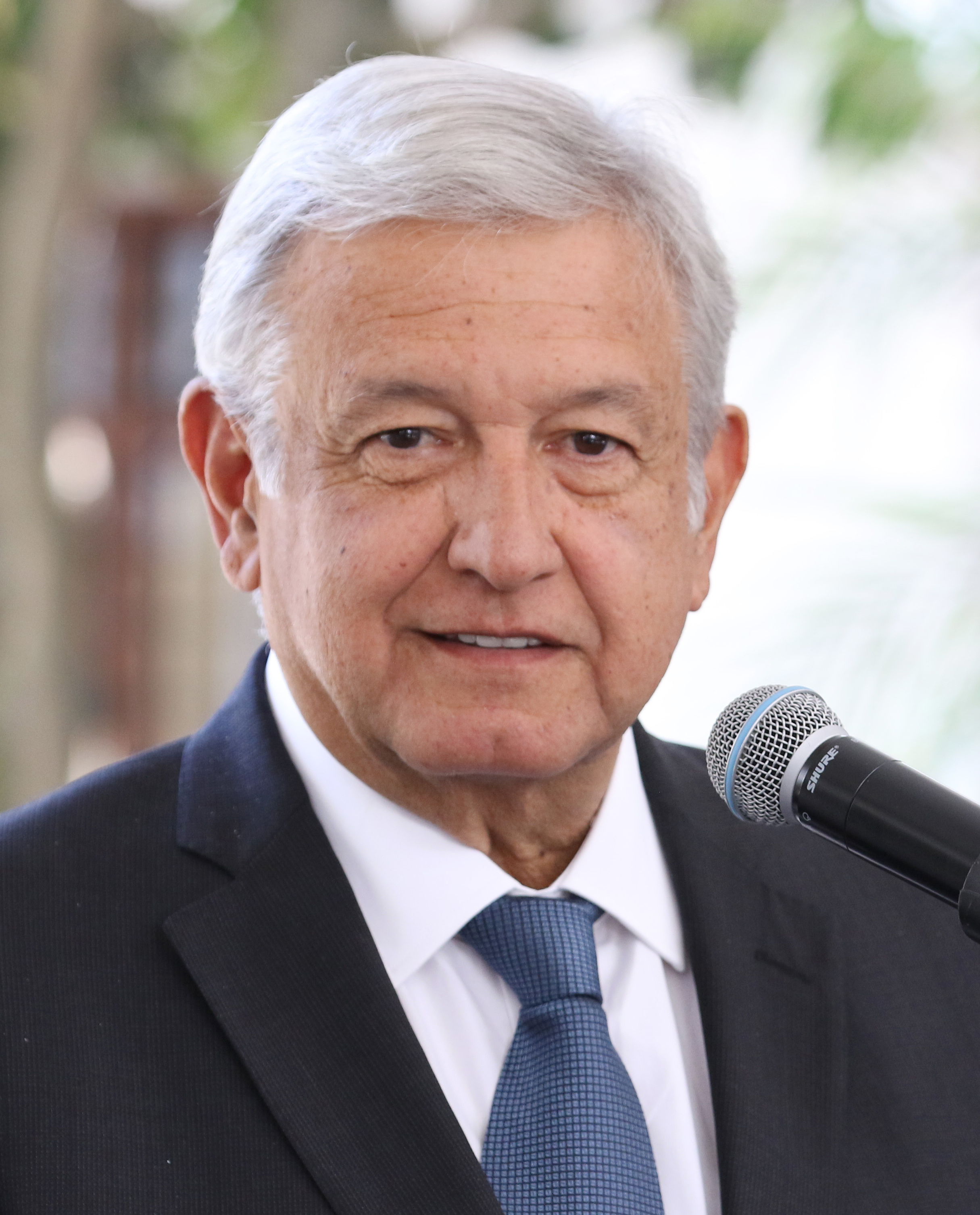
Andrés Manuel López Obrador (2018-2024).
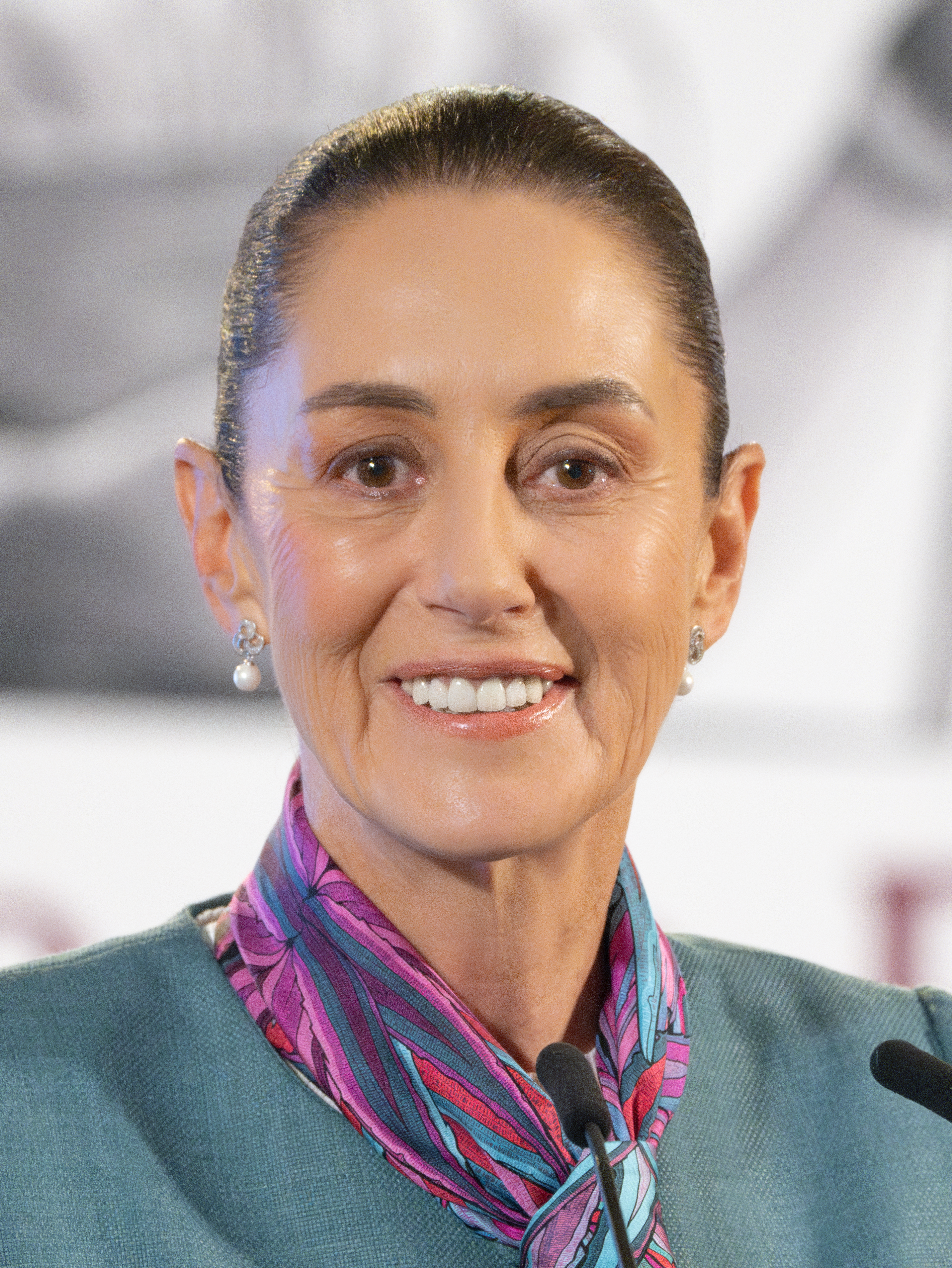
Claudia Sheinbaum (depuis 2024).

## Mexique au cinéma de fiction
En visualisant ces films, on s'aperçoit qu'ils sont truffés d'erreurs sur les personnes, la situation politique, d'anachronismes (armes, vêtements et uniformes, poids et mesures, équipements, ordre de bataille et chaîne de commandement des troupes..) confusions géographiques et historiques, heures des batailles, etc.
- The Alamo, de John Wayne (1960)
- Alamo : treize jours de gloire (The Alamo: 13 days to Glory), Burt Kennedy (1987)
- Les Géants de l'Ouest (The Undefeated), John Wayne (1969) dans ce film qui se situe en 1865 au temps du second Empire mexicain les partisans du gouvernement légal (nommés « rebelles » dans le film) de Benito Juárez usent du Springfield Trapdoor Carbine modèle 1873.John Wayne use d'un Colt 1873 et d'une carabine Winchester modèle1892.
- Héros sans patrie (One Man's Hero), de Lance Hool (1998)
- Vera Cruz, Harold Hecht (1954), ce film se situe au temps du second Empire mexicain mais on y voit entre autres anachronismes la pyramide du Soleil à San Juan Teotihuacan qui ne fut restaurée qu'en 1910 pour les fêtes du Centenaire de l'Indépendance...
- Major Dundee (Sam Peckinpah, 1965) se déroule entre le Nouveau Mexique, le Texas et le Mexique, du temps de la guerre de Sécession et de l'expédition française au Mexique.
- La série télévisée Zorro (1957-61) se déroule en Californie espagnole au tout début du XIXe siècle. Le lieu principal de l'action est le village de Los Angeles, mais on voit également Santa Barbara et Monterey.

### Mexique au cinéma documentaire
- Le Mystère des Mayas : Vestiges de toute la splendeur de la civilisation maya, IMAX (en Fr., Ang., Esp. & Mandarin)